# خیزش ۱۴۰۱ ایران
خیزش ۱۴۰۱ ایران، که همچنین با نام‌های انقلاب مهسا یا انقلاب زن، زندگی، آزادی نیز شناخته می‌شود، خیزشی سراسری و همه‌گیر در ایران بود که در پی کشته‌شدن مهسا (ژینا) امینی در بازداشتگاهِ گشتِ ارشاد بر اثرِ ضرب و شتم آغاز شد. نخستین تجمع‌های اعتراضی این خیزش ۲۵ شهریور ۱۴۰۱ در مقابل بیمارستان محل درگذشت مهسا امینی (بیمارستان کسری) در تهران شکل گرفت و روزهای بعد به همهٔ ۳۱ استان‌ ایران گسترش یافت و بیش از چهار ماه تداوم داشت.
حکومت هیچگاه این اعتراضات را به رسمیت نشناخت و معترضان را با کشتن صدها نفر و زخمی‌کردن هزاران تن دیگر سرکوب کرد. بر اساس تحقیقات کمیتهٔ حقیقت‌یاب سازمان ملل، جمهوری اسلامی برای سرکوب معترضان به جرائمی نظیر قتل، شکنجه و تجاوز جنسی متوسل و مرتکب جنایت علیه بشریت شد.
در این خیزش، ایران شاهد گسترده‌ترین و طولانی‌ترین تظاهرات علیه جمهوری اسلامی بود که از حمایت وسیع ایرانیان خارج از کشور و همبستگی دولت‌ها و شخصیت‌های برجسته سیاسی، اجتماعی، علمی و هنری سراسر جهان برخوردار شد. به گفتهٔ گاردین، این اعتراضات بزرگ‌ترین تهدید برای حکومت از زمان انقلاب ۱۳۵۷ بوده است. سرکوب خیزش توسط حکومت ایران — که از آن به‌عنوان «اغتشاش» یاد می‌کند — باعث محکومیت و اقدامات مجامع بین‌المللی از جمله نشست ویژه شورای امنیت سازمان ملل، تشکیل هیئت حقیقت یاب شورای حقوق بشر سازمان ملل برای بررسی نقض حقوق معترضان و لغو عضویت جمهوری اسلامی ایران از کمیسیون مقام زن سازمان ملل شد. معترضان در خارج از کشور در بیش از ۱۵۰ شهر جهان تجمع‌های اعتراضی برگزار کردند.
در جریان برخورد خشونت‌آمیز نیروهای مسلح حکومتی با معترضان، چند صد نفر کشته و چندین هزار نفر بازداشت و زندانی شدند. این برخوردها در سیستان و بلوچستان و نواحی کردنشین مرگبارتر از سایر مناطق ایران بود. بنا بر گزارش سازمان غیرانتفاعی حقوق بشر ایران، تا ۲۶ آذر، دست‌کم ۴۹۶ نفر، از جمله ۶۸ کودک، از سوی نظام جمهوری اسلامی کشته شدند. در جمعه خونین زاهدان حدود ۹۰ نفر کشته شدند. این خیزش خون‌بارترین اعتراض ضدحکومتی در ایران از زمان اعتراضات آبان ۱۳۹۸ بود که منجر به کشته‌شدن بیش از ۱۵۰۰ نفر شده بود. دولت‌ها و نهادهای بین‌المللی به‌طور گسترده‌ای استفاده از خشونت شدید توسط جمهوری اسلامی در مقابله با معترضان، مانند تیراندازیِ مستقیم نظامیان و شبه‌نظامیان به آن‌ها را در شهرهای مختلف محکوم کردند و واکنش‌های بسیاری نشان دادند. اینترنت و رسانه‌های اجتماعی، به‌طور گسترده از دسترس خارج یا فیلتر شدند. فعالان سیاسی و اجتماعی، دانشجویان، هنرمندان و ورزشکاران متعددی در ایران دستگیر شدند و مورد تهدید و فشار روانی قرار گرفتند. حکومت نیروهای کودک-سرباز نیز برای سرکوب معترضان به‌کار گرفت.
زنان، جوانان و دانشجویان در خط مقدم این خیزش قرار داشتند و زنان ایرانی نیروی محرک آن شدند. نقش محوری که مسئلهٔ حقوق زنان در این خیزش دارد، سبب شده از آن به عنوان نقطه عطفی یاد شود. اگرچه زنان در انقلاب‌های گذشته مانند انقلاب فرانسه، انقلاب مشروطه و انقلاب ۱۳۵۷ حضوری فعال داشته‌اند، اما این نخستین مرتبه‌ای است که خواسته‌ها و حقوق زنان در انقلابی محوریت داشت. «زن زندگی آزادی» که اولین بار در خاکسپاری مهسا امینی در سقز سر داده شد، شعار اصلی این خیزش است. همچنین، «مرگ بر خامنه‌ای» از دیگر شعارهای مرسوم آن است.
این خیزش اعتراضی پس از سرکوبِ آن، به «جنبش زن، زندگی، آزادی» بدل شد که در تداوم حرکت انقلابی‌اش، زمینه‌های یک انقلاب را پی می‌گیرد. خصلت اساسی این جنبش، دموکراتیک بودن آن است و در آن، خواستهٔ برابری و آزادی با محوریتِ مقابله با حجاب اجباری برجسته است.

## پیش‌زمینه
به‌دنبال اعتراضات آبان ۱۳۹۸ که به گزارش رویترز در آن بیش از ۱٫۵۰۰ نفر کشته شدند، جامعه ایران وضعیت اعتراضی خود را حفظ کرد اما هیچ‌کدام از اعتراضاتی که در این مدت انجام شد منجر به یک خیزش سراسری نشد. اعتراضات کشاورزان اصفهان، اعتراضات به مدیریت آب در خوزستان، اعتراضات به فروریختن ساختمان متروپل در آبادان و اعتراضات صنفی و کارگری در مناطق مختلف ایران تنها بخشی از اعتراضاتی است که در این مدت رخ دادند و هر کدام هم به‌طور جداگانه سرکوب شدند اما کشته‌شدن مهسا امینی تمام اعتراضات پراکنده را به هم مربوط کرد.
مدت کوتاهی پس از انقلاب ۱۳۵۷، زنان ایران از لحاظ قانونی موظف به رعایت حجاب شدند. در خرداد ۱۳۷۵ نیز طرح «مبارزه با بدحجابی» در تهران از سوی وزارت کشور اجرا شد. تجمع ۲۲ خرداد ۱۳۸۵ از مواردی بود که در اعتراض به نقض حقوق زنان در ایران برگزار شد. در تابستان ۱۳۸۵ مقامات نیروی انتظامی آغاز فعالیت گشت ارشاد را اعلام کردند و گفتند که این گشت‌ها تنها وظیفه تذکر دادن به افراد «بی‌حجاب» را دارند. اما در ماه‌های بعد رویه تغییر کرد و مقامات نیروی انتظامی از بازداشت تعدادی از زنان نیز خبر دادند. پس از آن نیز طرح‌های مختلف «امنیت اجتماعی» در نقاط مختلف از جمله تفرجگاه‌ها اجرا شد. فعالیت این طرح در زمان ریاست‌جمهوری حسن روحانی رو به کاهش بود اما با آغاز ریاست‌جمهوری سید ابراهیم رئیسی افزایش یافت.
مهسا امینی دختر ۲۲ سالهٔ ایرانی بود که گشت ارشاد او را در ۲۲ شهریور ۱۴۰۱ بازداشت کرد و بر اثر ضرب‌وشتم و آسیب به جمجمه، دچار مرگ مغزی شد و در ۲۵ شهریور درگذشت. پس از انتشار این خبر، بلافاصله نخستین تجمع در مقابل بیمارستان کسری آغاز شد. پس از برگزاری مراسم خاکسپاری وی در زادگاهش سقّز، در جاهای مختلفی از ایران اعتراضاتی انجام شد؛ سپس فراخوانی برای برگزاری اعتصاب سراسری از استان کردستان تا تهران در روز دوشنبه ۲۸ شهریور اعلام شد. در نخستین ساعات پس از پخش خبر درگذشت مهسا امینی، برخی از چهره‌های سرشناس اینترنتی در ایران به این قتل واکنش نشان دادند. مرکز همکاری احزاب کردستان ایران و فعالان مدنی و سیاسی کردستان، دوشنبه را روز اعتصاب عمومی اعلام کردند.

## گاه‌شمار
ساعاتی پس از کشته‌شدن مهسا امینی گروهی از مردم در اعتراض به قتل او در نزدیکی بیمارستان کسری تجمع کردند و شعارهای «مرگ بر دیکتاتور»، «گشت ارشاد: گشت کشتار»، «می‌کشم می‌کشم، کسی که خواهرم کشت»، «قسم به خون مهسا، ایران می‌گردد آزاد»، «خامنه‌ای قاتله، حکومتش باطله» و «از کردستان تا تهران، ستم علیه زنان» سردادند. این اعتراضات با سرکوب و بازداشت معترضان مواجه شد. شماری از زنان در واکنش به هجوم نیروهای ضد شورش، روسری خود را برداشتند و شعار «بی‌شرف داعشی» سردادند. برخی مردم در خیابان‌ها صدای بوق خودروهایشان را به نشانهٔ اعتراض به صدا درآوردند. همچنین مردم تهران با تجمع شبانه حوالی میدان آرژانتین شعارهایی علیه حجاب اجباری و حکومت جمهوری اسلامی سردادند. از سوی دیگر، گروهی از زنان در تجمع شبانهٔ دیگری با برداشتن روسری‌های خود خطاب به مأموران شعار می‌دادند. فیلم‌های منتشر شده حاکی از بازداشت برخی از تجمع‌کنندگان همراه با برخورد خشن است.
صبح روز ۲۶ شهریور پیکر او در گورستان «آیچی» سقز به خاک سپرده شد. نخستین ویدیوها از سقز نشان می‌داد مردم این شهر بعد از مراسم خاکسپاری مقابل فرمانداری تجمع کرده‌اند و عده‌ای بر اثر تیراندازی مجروح شده‌اند. پس از آن، اعتراضات به سنندج نیز کشیده شد. در تهران برای دومین روز پیاپی تجمع اعتراضی با شعارهای علیه حاکمیت در میدان آرژانتین برگزار شد. در روز سوم، اعتراضات از صبح در دانشگاه تهران آغاز شد و تا شب در نقاط گوناگون و مهم شهر ادامه پیدا کرد. در این روز، اعتراضات در رشت، اصفهان، سنندج و مشهد و برخی شهرهای دیگر نیز شکل گرفت. از روز چهارم، اعتراضات در نقاط گوناگون کشور گسترده شد.
در آغاز سومین هفته، اعتراضات زودتر، گسترده‌تر و با جمعیت بیشتری به ویژه در تهران و شهرهای بزرگ آغاز شد. اعتراضات از دانشگاه‌های سراسر ایران که در اعتصاب بودند و برخلاف روزهای پیشین، پیش از غروب آفتاب آغاز شد. در هجدهمین روز، سید علی خامنه‌ای، رهبر جمهوری اسلامی، پس از غیبتی درازمدت، در جمع نیروهای مسلح حاضر شد و معترضان را اغتشاشگر نامید و خواهان تنبیه نوجوانان و جوانان معترض شد. ولی دانش‌آموزان برخی مدارس دخترانه با حضور در خیابان‌ها حجاب از سر برداشتند و از مردم حاضر در صحنه دعوت کردند تا به آنها بپیوندند. به دنبال فراخوان گروه‌های مختلف برای تجمعات خیابانی در روز شنبه ۱۶ مهر، اعتراضات سراسری در نقاط گوناگون ایران وارد هفته چهارم شد و کسبه و بازاریان نیز در برخی نقاط ایران دست به اعتصاب زدند. با گسترش اعتراضات، محسن منصوری استاندار تهران، اذعان کرد دولت قادر به مهار اعتراضات نیست.
با وجود سرکوب شدید حکومتی، خیزش اعتراضی در ایران همچنان تداوم یافت و از روز شنبه ۲۶ آذر ماه وارد چهارمین ماه خود شد، در آستانه شب یلدا برای همدردی با خانواده‌های کشته‌شدگان شعار «امسال یلدا نداریم» سرداده شد و شنبه سوم دی ماه مصادف با صدمین روز آغاز خیزش سراسری ایران، مردم در میان برف و باران در برخی از شهرهای ایران از جمله تهران، کرج، اصفهان و مشهد دست به راهپیمایی زدند.

## گستره جغرافیایی

### داخل کشور
اعتراض‌های سراسری در پی کشته‌شدن مهسا امینی از سقز شروع شد و در عرض چند روز به تمام ۳۱ استان و به بیش از ۱۰۰ شهر ایران گسترش یافت.

### خارج از کشور
در خارج از ایران نیز در روز ۳۱ شهریور از استانبول تا بیروت، کلن و نیویورک و تورنتو شمار زیادی از ایرانیان به خیابان آمدند تا همزمان در اعتراض به سفر ابراهیم رئیسی، رئیس‌جمهور ایران به سازمان ملل و مرگ مهسا امینی تجمع کنند.
در روز یکشنبه ۳ مهر در مقابل سفارت‌های ایران در پاریس و لندن تجمعاتی با هدف محکومیت جان‌باختن مهسا امینی برگزار شد که به درگیری با پلیس انجامید. روز پنجشنبه ۷ مهر نیز زنان افغانستانی در مقابل سفارت ایران در کابل، تجمعات اعتراضی در همبستگی با معترضان ایرانی برپا کردند که با شلیک هوایی طالبان معترضان افغانستانی متفرق شدند.
روز شنبه ۹ مهر معترضان در خارج از کشور، دست‌کم در ۱۵۱ شهر در ایالات متحده آمریکا، اتریش، اسپانیا، اسلوونی، لهستان، سوئیس، بلژیک، فرانسه، هلند، جمهوری چک، بریتانیا، سوئد، اسکاتلند، ایرلند، فنلاند، مجارستان، آلمان، بلغارستان، ایتالیا، کره‌جنوبی، ژاپن، استرالیا و نیوزیلند در حمایت از خیزش مردم ایران تجمع‌های اعتراضی برگزار کردند.
طبق گزارش پلیس کانادا بیش از ۵۰ هزار نفر روز شنبه ۹ مهر در تظاهرات بزرگ تورنتو که در حمایت از اعتراضات ایران برگزار شد، شرکت کردند. در روز ۳۰ مهرماه برابر با ۲۲ اکتبر، به دنبال فراخوانِ حامد اسماعیلیون، ایرانیان از سراسر اروپا و خارج از اروپا در تظاهراتی عظیم، به گفته برگزارکنندگان ۱۰۰ هزار نفری، و به گفته پلیس برلین ۸۰ هزار نفری، در مرکز شهر برلین شرکت کردند. در ۲۲ بهمن، با حضور ایرانیانی از سراسر آمریکا، بزرگ‌ترین تظاهرات تاریخ ایرانیان در آمریکا با حدود ۸۰ هزار نفر در لس‌آنجلس برگزار شد.

## آمار کشته‌ها، زخمیان و بازداشت‌شدگان
به دلیل ادامه‌دار بودن این رویداد در شهرهای مختلف ایران هنوز آمار دقیق و ثابتی وجود ندارد؛ با این حال، از ۲۵ شهریور تا ۱۵ بهمن ۱۴۰۱، آمارهای زیر در برخی منابع رسمی منتشر شده است:
معترضان:
- کشته‌شده: دست‌کم ۵۱۱ تن (گزارش بی‌بی‌سی)،[۷۶] ۵۲۹ نفر (هرانا)،[۷۷] ۵۳۷ تن (صدای آمریکا)،[۷۸] دست‌کم ۵۷۰[۷۹][۸۰] (رادیو فردا)، دست‌کم ۶۳۲ نفر (گزارش iranhrs);[۸۱] ولی طبق بولتن محرمانه فارس (سپاه): بسیار بیشتر از آمار کشته‌شدگان اعتراضات آبان یعنی بیش از ۱٫۵۰۰ تن (گزارش رادیو فردا)،[۸۲] از جمله، ۷۵ زن و دختر[۸۳] و نیز ۷۱ کودک و نوجوان.[۸۴]
- کشته‌شده بر اثر شکنجه یا نرسیدن دارو: دست‌کم ۱۵ تن.[۸۵]
- محکوم به اعدام: دست‌کم ۱۰۹ تن.[۸۶]
- خودکشی یا مرگ مشکوک پس از آزادی: تعدادی از افراد بازداشت‌شده (از جمله، برخی از زندانیان زیر ۱۸ سال) پس از آزادی از زندان جمهوری اسلامی خودکشی کرده یا به طرز مشکوکی درگذشتند.[۸۷]
- زخمی‌شده: بیش از ۸٫۰۰۰ هزار نفر (آمار فقط یک استان)؛[۸۸] از جمله، دست‌کم ۵۸۰ نفر آسیب دیده از ناحیه چشم.[۸۹]
- ربوده‌شده: تعداد قابل توجهی، از جمله، ۱۸۶ کودک و نوجوان (۱۵۴ پسر و ۳۲ دختر).[۹۰]
- بازداشت‌شده: دست‌کم ۱۹٫۷۰۰ تن (گزارش هرانا)،[۹۱] دست‌کم ۲۲٫۰۰۰ تن (گزارش قوه قضاییه)،[۹۲] دست‌کم ۶۰٫۰۰۰ تن (گزارش صدای آمریکا)،[۹۳] از جمله، ۷۰۸ دانشجو[۹۴] و ۷۳ خبرنگار و روزنامه‌نگار[۹۵] و بیش از ۱۰۰ هنرمند[۹۶] و نیز (تا ۱۷ آبان ۱۴۰۱) دست‌کم ۱۵ وکیل.[۹۷]
- تعداد تجمع اعتراضی: ۱٫۱۰۵.[۹۸]
- تعداد شهرهای معترض: ۱۶۳ شهر.[۹۴]
- تعداد دانشگاه‌های معترض: ۱۴۴ شهر.[۹۹]

حکومتی‌ها:
- کشته‌شده: ۶۸ نفر (گزارش هرانا)،[۱۰۰] بیش از ۹۰ تن (گزارش ایرنا)[۱۰۱]
- زخمی‌شده: بیش از ۲٫۰۰۰ نفر[۱۰۲]

### گستره جغرافیایی کشته‌شدگان
بنا به گزارش سازمان حقوق بشر ایران، بیشترین آمار کشته‌ها به‌ترتیب، در این استان‌ها بوده است:
1. استان سیستان و بلوچستان
2. استان کردستان
3. استان تهران
4. استان آذربایجان غربی
5. استان مازندران
6. استان گیلان
7. استان البرز
8. استان کرمانشاه[۱۰۳]

### گزارش‌های تفصیلی
- ارگان خبری مجموعه فعالان حقوق بشر در ایران (هرانا) یکی از مراکزی است که دربارهٔ (فقط) نزدیک به ۳ ماه از خیزش ۱۴۰۱ ایران، گزارشی تفصیلی منتشر کرده است.[۱۰۴]

## معترضان

### دانشجویان

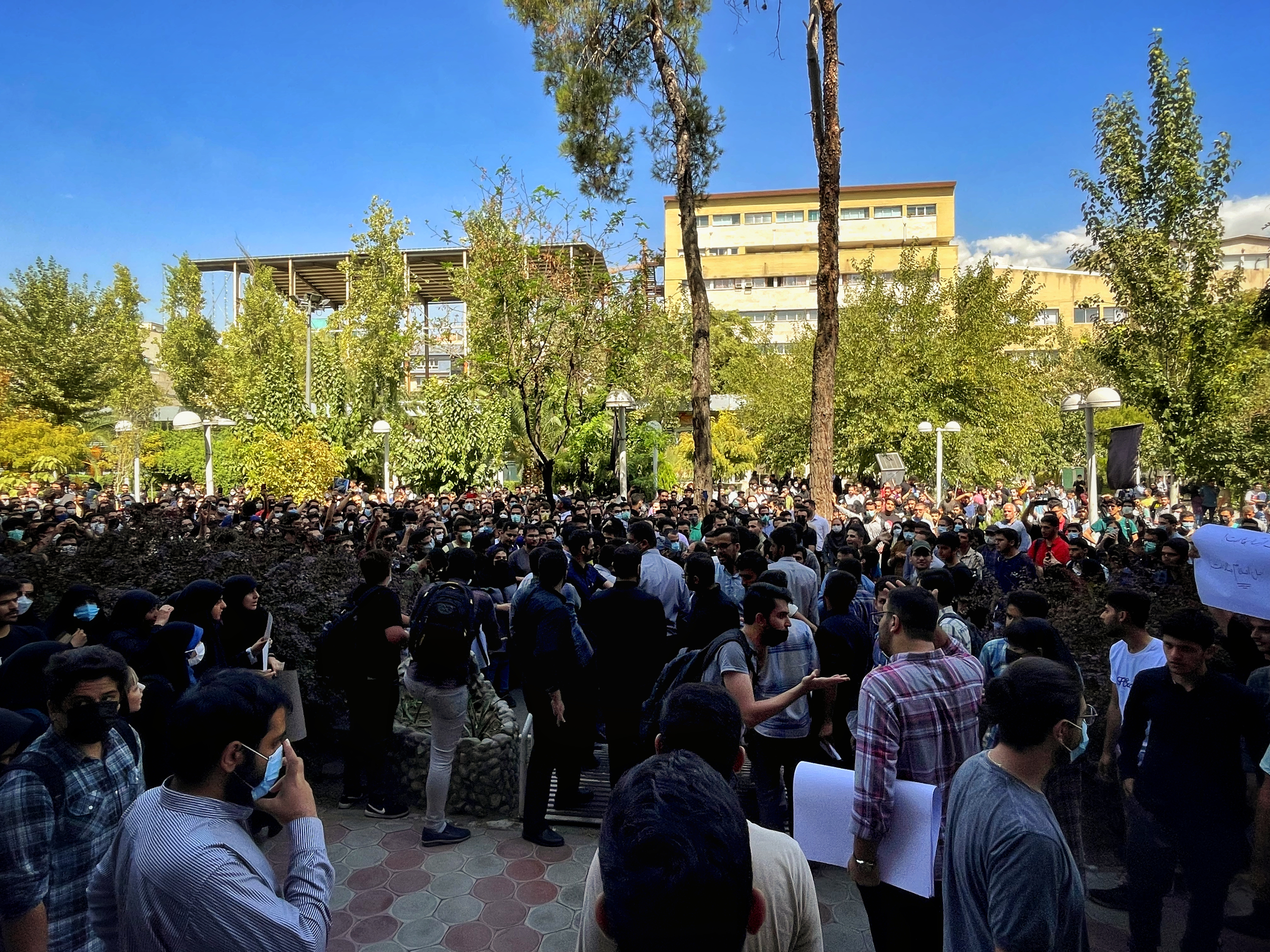
دانشجویان دانشگاه امیرکبیر

اولین تجمع اعتراضی دانشجویان با تحصن جمعی از دانشجویان دانشکده هنرهای زیبا دانشگاه تهران و سپس تجمع اعتراضی در پردیس مرکزی این دانشگاه در ۲۷ شهریور شکل گرفت. ۲۸ شهریور اما این تجمع با جمعیت بیشتر دانشجویان در دانشگاه‌های بزرگ تهران برگزار شد و از ۲۹ شهریور دانشگاه‌های سایر شهرها نیز به این اعتراضات پیوستند. طبق روزشمار این اعتراضات، در تمامی روزها و بدون وقفه، تجمع و تحصن‌های اعتراضی دانشجویان در دانشکده‌ها، خوابگاه و سلف‌های دانشجویی ادامه داشته و متوقف نشده است. تعداد دانشگاه‌های معترض تاکنون به ۱۴۳ شهر رسیده است.

#### بازداشت گسترده دانشجویان
بنابر ادعای هرانا خبرگزاری مجموعهٔ فعالان حقوق بشر در ایران از ۲۶ شهریور تا ۲۴ آذر، ۶۳۷ دانشجو در جریان اعتراضات بازداشت شده‌اند.

#### ممنوع‌الورودی دانشجویان
با گسترده شدن اعتراضات دانشجویی طبق مجوز شورای امنیت کشور، به دانشگاه‌ها برای ممنوع‌الورود کردن دانشجویان به دانشگاه‌ها و خوابگاه‌ها اجازه داده شد. تاکنون آمار دقیقی از تعداد دانشجویان ممنوع‌الورود منتشر نشده است.

#### حمله به دانشگاه صنعتی شریف
در ادامهٔ سرکوب اعتراضات سراسری به دانشگاه صنعتی شریف حمله شد. نیروهای امنیتی همراه با شمار بسیاری از نیروهای موسوم به لباس‌شخصی در شامگاه یکشنبه ۱۰ مهر با محاصره دانشگاه صنعتی شریف تهران و حمله به دانشجویان، ضمن ضرب‌وشتم و تیراندازی، شمار نامعلومی از دانشجویان را زخمی یا بازداشت و به مکان‌های نامعلومی انتقال دادند. حداقل ۳۰ تا ۴۰ دانشجو بازداشت شده و به مکان نامعلومی منتقل شده‌اند و وضعیت به‌قدری بحرانی بود که وزیر علوم، زلفی‌گل، به دانشگاه رفت. حمله و تیراندازی به خوابگاه‌های دانشگاه شریف و همچنین حمله و تیراندازی در پارکینگ دانشگاه نیز گزارش شده است.

### دانش آموزان
اعتراضات دانش آموزان و پس از آن اوج گرفت که شورای هماهنگی تشکل‌های صنفی فرهنگیان فراخوانی برای اعتصاب در مدارس اعلام کرد و با انتشار بیانیه‌ای از معلمان و دانش‌آموزان در سراسر کشور خواست تا در «همبستگی با معترضان جان به‌لب آمده» در کلاس‌ها حضور پیدا نکنند و به این وسیله اعتراض خود را به «بی‌عدالتی‌های حاکمیت» نشان دهند.

#### دبیرستان شاهد اردبیل
در روز ۲۰ مهر ۱۴۰۱ به این دبیرستان حمله شد. خبر این حادثه دو روز بعد در رسانه‌های اجتماعی منتشر شد، شعار «مرگ بر دیکتاتور» از سوی دانش‌آموزان، حضور نیروهای لباس شخصی در دبیرستان و حضور آمبولانس در مقابل دبیرستان در ویدئوهای این شبکه‌ها مشاهده می‌شد. در جریان این حمله که مأموران امنیتی لباس شخصی انجام دادند، یکی از دانش‌آموزان به نام اسراء پناهی کشته و تعدادی دیگری از دانش‌آموزان زخمی و بازداشت شدند.

#### هنرستان صدر تهران
حمله به این هنرستان در ۲ آبان ۱۴۰۱ اتفاق افتاد. در این حادثه نیروهای امنیتی به هنرستان دخترانه صدر در خیابان کارون تهران حمله کردند. مردم در حمایت از دانش‌آموزان این خیابان را مسدود کردند.

### معلمان و استادان
در آبان ۱۴۰۱ بیش از ۱۰۰ تن از استادان دانشگاه، خواهان آزادی افراد بازداشت‌شده و برچیدن‌شدن فضای امنیتی در دانشگاه‌ها شدند.

### وکیلان و حقوق‌دانان
تا تاریخ ۱۷ آبان ۱۴۰۱، دست‌کم ۱۵ وکیل بازداشت شدند.

### روزنامه‌نگاران و خبرنگاران
در اعتراضات سراسری ۱۴۰۱ ایران، بیش از ۵۰ خبرنگار و روزنامه‌نگار بازداشت شده‌اند.

### ورزشکاران
وزارت اطلاعات برخی از ورزشکاران را همچون: اشراق نجف‌آبادی، مربی دوچرخه‌سواری، محمد خیوه، کوهنورد و طبیعت‌گرد، حسام موسوی، مربی سنگ‌نوردی، دنا شیبانی، مربی اسنوبرد و گرافیست، و امیر ارسلان مهدوی، مربی اسنوبرد، بازداشت کردند.

### کارگران و کارکنان
بسیاری از کارگران و کارکنان در صنایع ایران در اعتراض و حمایت از اعتراضات سراسری دست به اعتصاب و تجمع زدند. پیش از این نیز کارگران بارها دست به اعتصاب زده‌اند که عمدتاً اهداف صنفی داشت. همزمانی و حمایت اعتصاب‌های کارگری با اعتراض سیاسی در سال‌های اخیر کم‌سابقه بوده است. به گزارش یورونیوز اعتصاب و اعتراض کارکنان و کارگران صنعت نفت و پتروشیمی، اولین بار پس از انقلاب۵۷ است که کارگران به جز مطالبات حقوقی و صنفی خود، همگام با معترضان به کشته‌شدن مهسا امینی در ایران شعارهایی سیاسی سر دادند.

### اعتراضات در هفتم و چهلم کشته‌شدگان
مراسم چهلم شماری از کشته‌شدگان سرکوب اعتراضات، از جمله حدیث نجفی و پارسا رضادوست، مراسم هفتمین روز کشته شدن مهرشاد شهیدی، جوان ۱۹ ساله، در اراک برگزار شد. مردم در این مراسم شعارهای ضد حکومتی از قبیل: «امسال سال خونه، سیدعلی سرنگونه»، «هیز تویی هرزه تویی، زن آزاده منم»، «آزادی، آزادی، آزادی» سر دادند.

### ایرانیان مقیم خارج

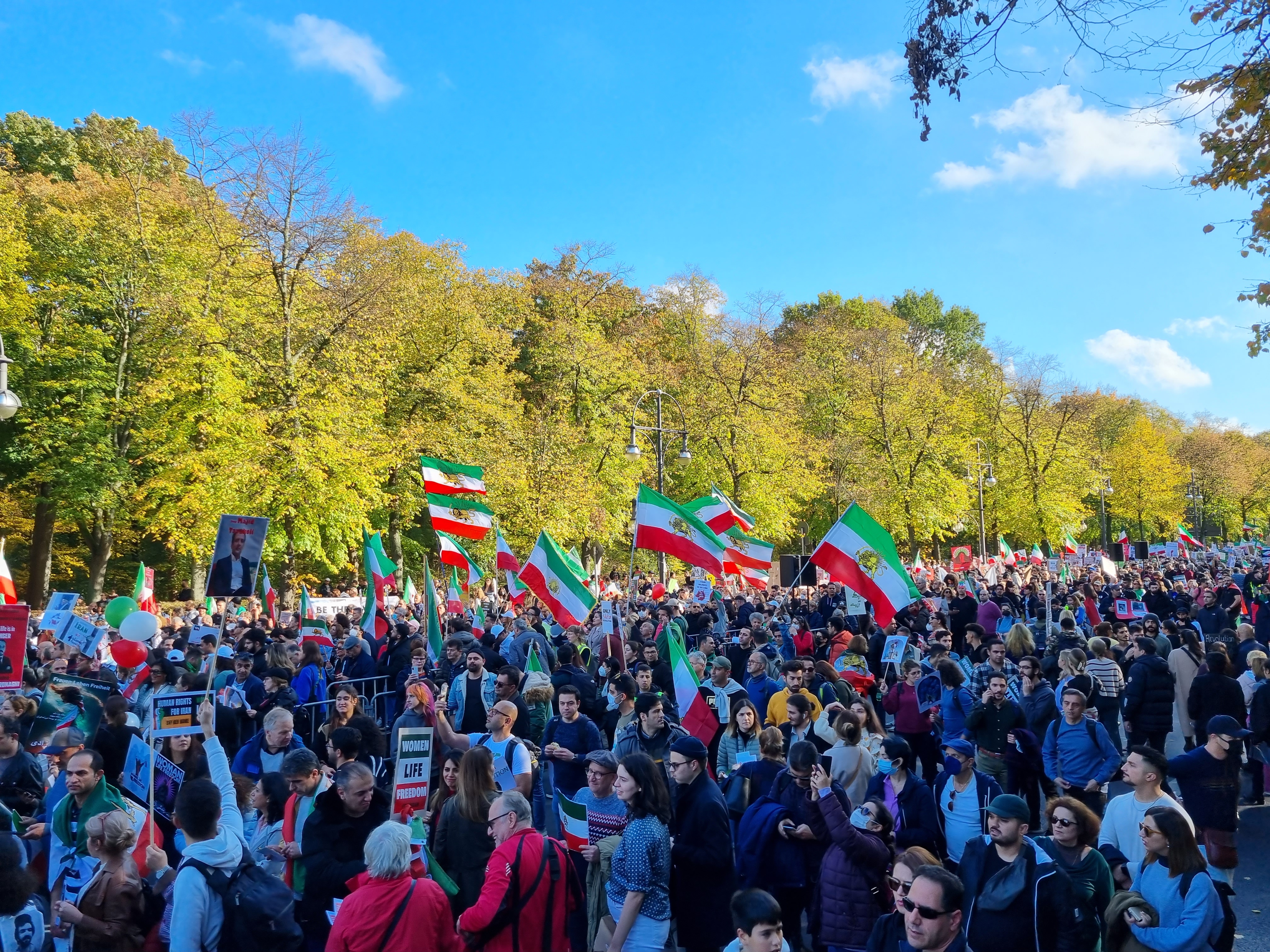
تجمع اعتراضی ایرانیان در برلین

ایرانیان مقیم خارج و مردم آن کشورها تظاهرات جهانی را در حمایت از اعتراضات سراسری برای اعلام همبستگی با مردم ایران در بیش از ۱۵۰ شهر از کشورهای جهان برگزار کردند.

#### تجمع اعتراضی ایرانیان در تورنتو
در تورنتو بنا بر برآورد پلیس ۵۰ هزار نفر به خیابان‌ها آمدند.

#### تجمع اعتراضی در برلین
ایرانیان پرشماری از شهرهای مختلف آلمان و دیگر کشورهای اروپا برای شرکت در این تجمع به برلین رفتند. شمار زیادی از ایرانیان از نقاط مختلف جهان، به ویژه ایرانیان ساکن اروپا، برای حضور در تجمع بزرگ برلین، با هواپیما، قطار، اتوبوس و خودروهای شخصی، عازم برلین شدند. تجمع بزرگ ایرانیان برابر با شنبه ۳۰ مهرماه ۱۴۰۱ (۲۲ اکتبر ۲۰۲۲) در برلین به دعوت «حامد اسماعیلیون» سخنگوی انجمن خانواده‌های بازماندگان پرواز پی‌اس ۷۵۲ داده شد است. پلیس آلمان روز چهارشنبه ۲۷ مهر اعلام کرد که برای این تظاهرات حضور ۵۰ هزار نفر تخمین زده شده است. برگزارکنندگان با شعار «زن، زندگی، آزادی» در صددند تا حمایت خود را از اعتراضات علیه سرکوب و تبعیض در ایران ابراز کنند. یورونیوز از این تجمع با عنوان «بزرگ‌ترین تظاهرات ایرانی‌ها در اروپا» یاد کرده است. پلیس آلمان برای این تظاهرات و تجمع ایرانیان، تدابیر شدید امنیتی اتخاذ کرده است. برلین روز اول مهر نیز شاهد یکی از بزرگ‌ترین تظاهرات پشتیبانی از اعتراضات مردم ایران بود. پس از آتش‌سوزی در زندان اوین نیز ایرانیان در مقابل سفارت ایران در برلین دست به اعتراض زدند.

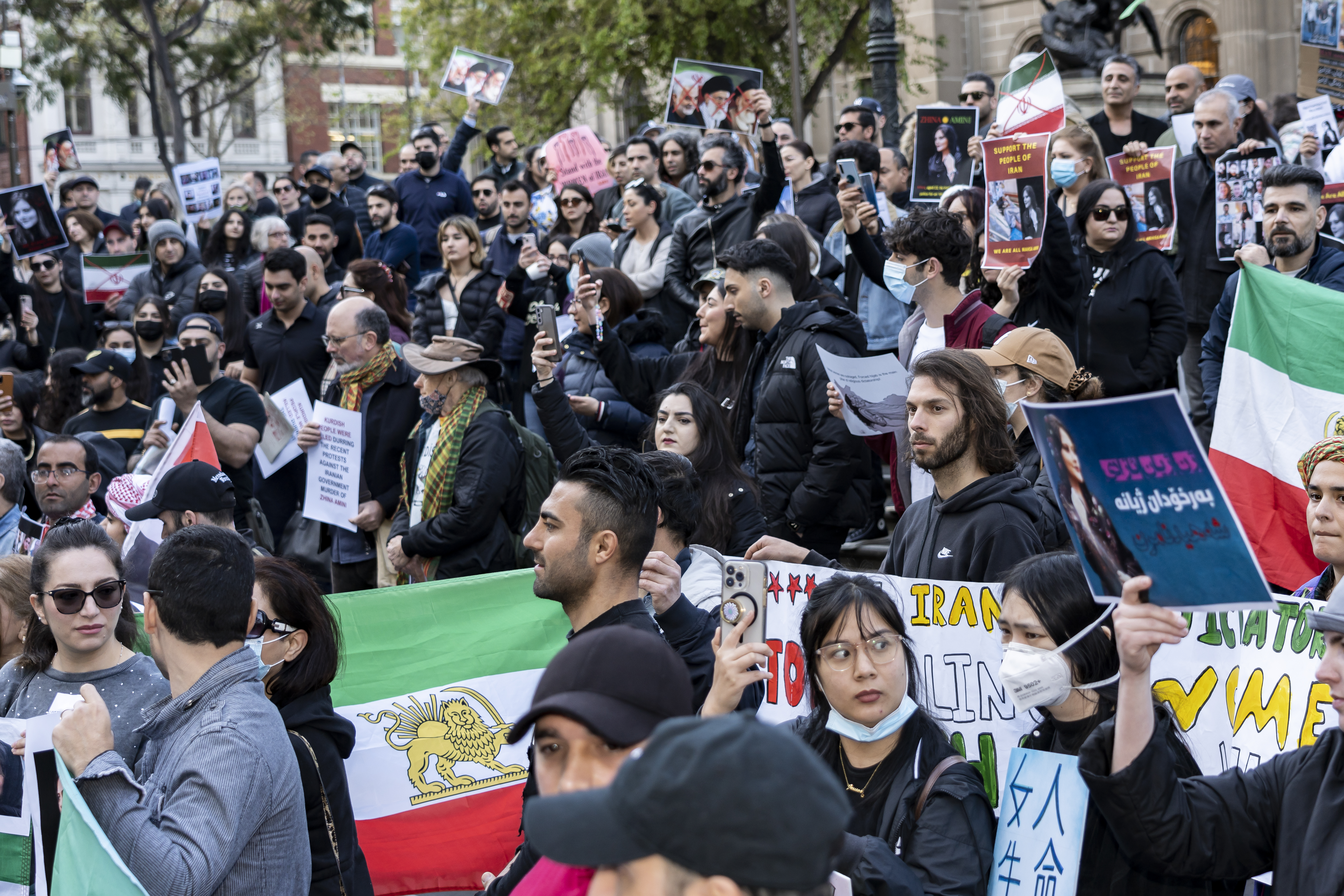
تجمع ایرانیان در ملبورن
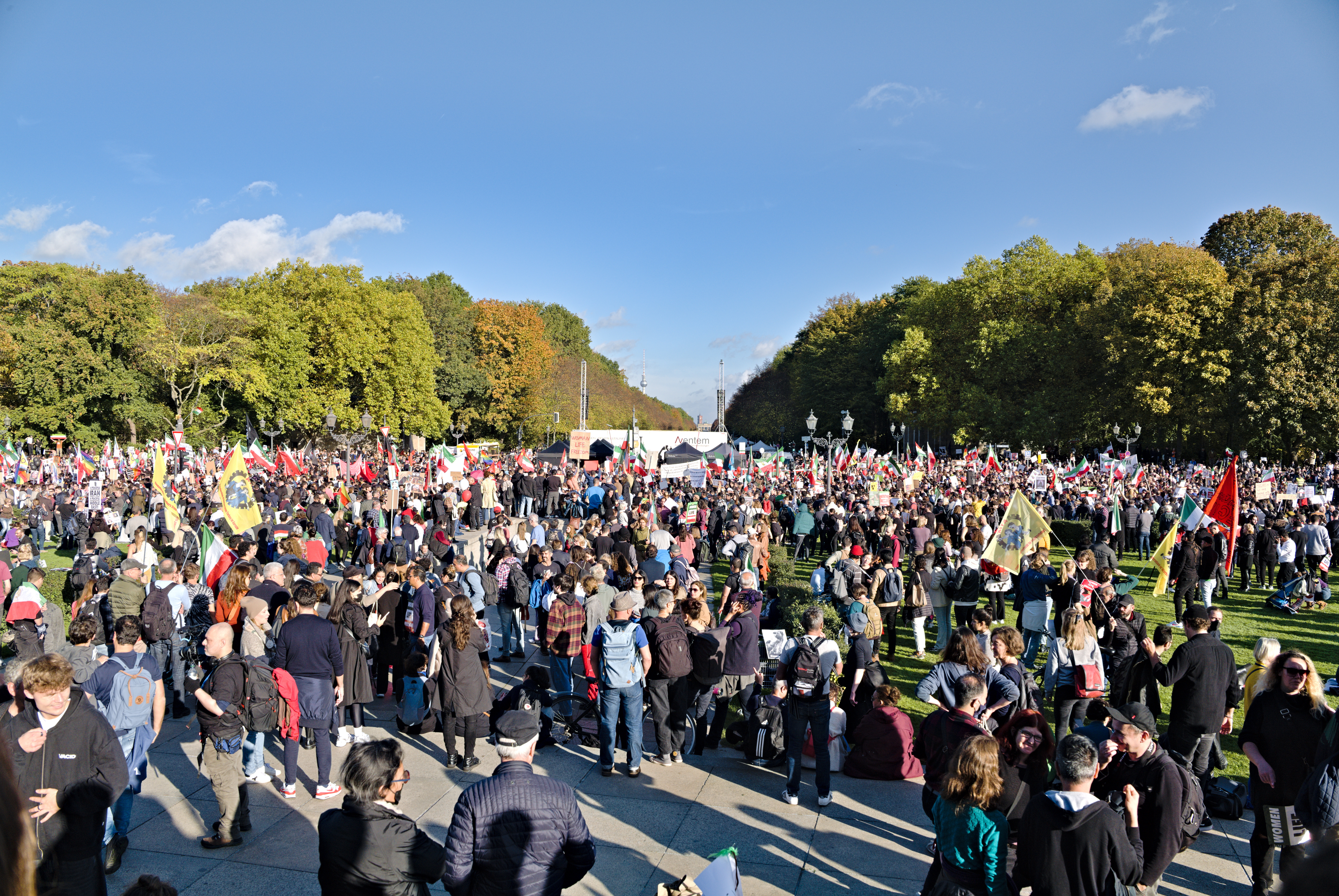
تجمع ایرانیان در برلین
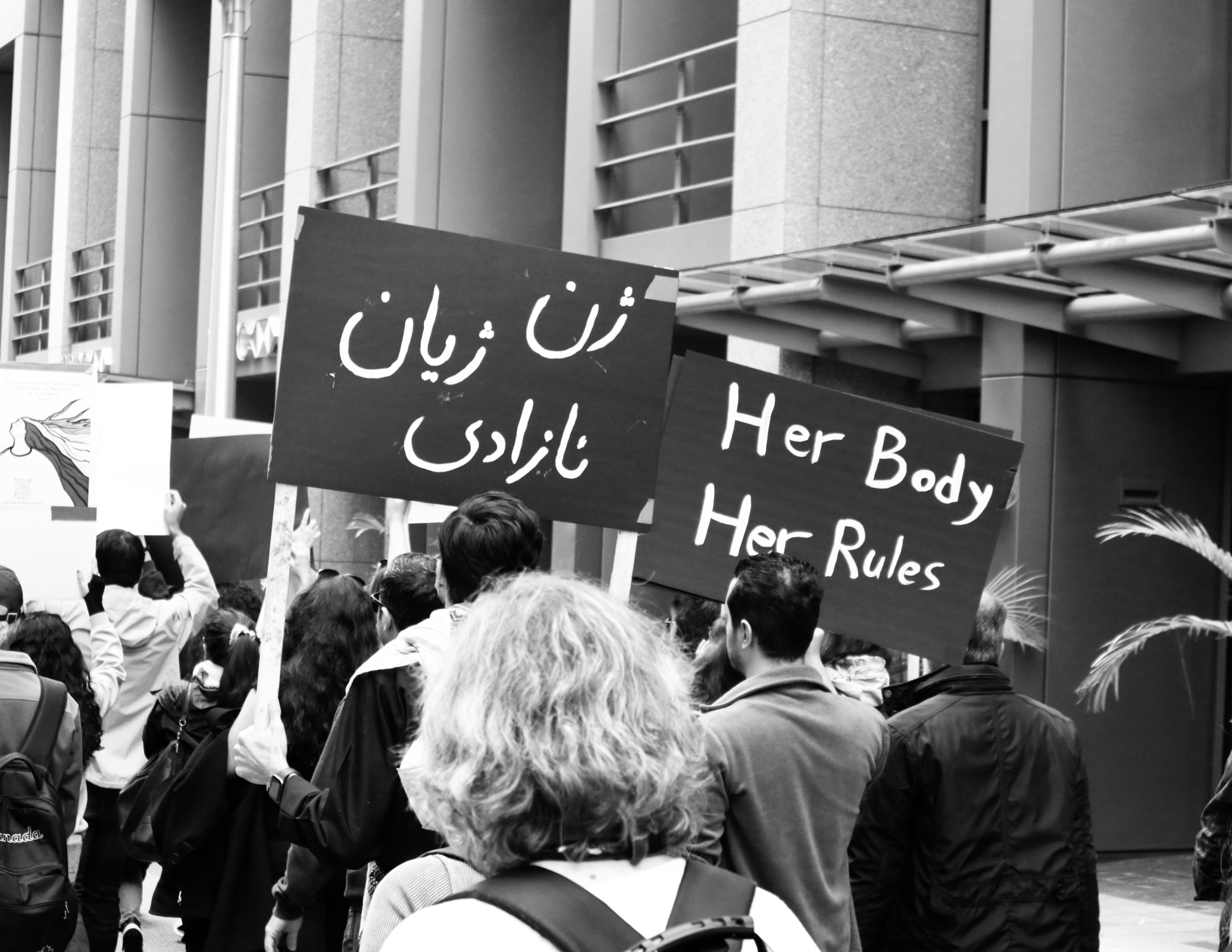
تجمع ایرانیان در اتاوا
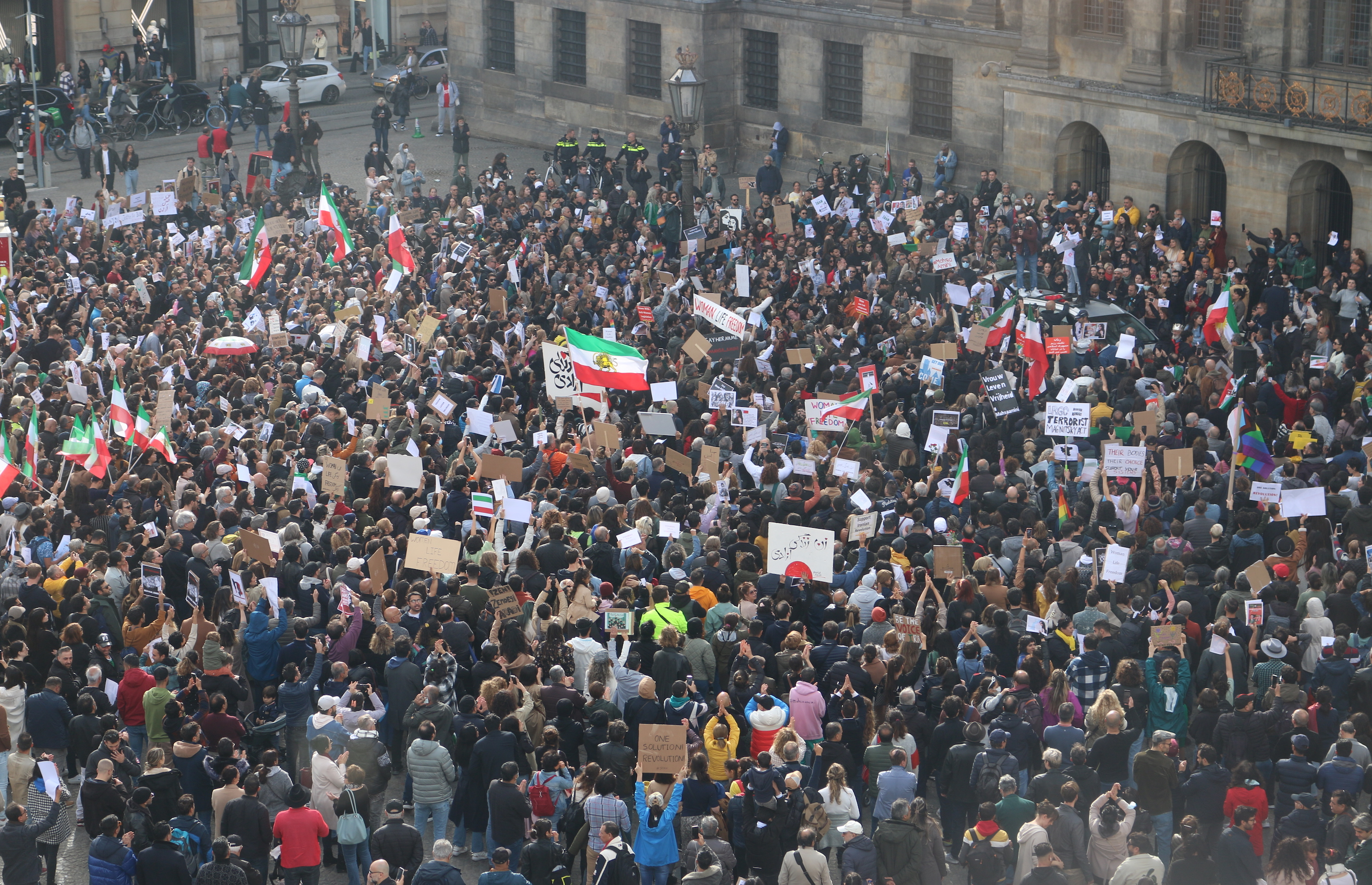
ایرانیان مقیم هلند

## واکنش‌های حکومت
حکومت ایران این اعتراضات را «اغتشاش» و «آشوب» خواند و آن را اقداماتی «سازمان‌یافته» با «دخالت کشورهای خارجی» توصیف کرد و با توسل به خشونت مرگبار، بازداشت روزنامه‌نگاران، وکلا، کنشگران و معترضان و همچنین محدودیت شدید اینترنت و رسانه‌های اجتماعی آن را سرکوب کرد.
صدا و سیمای جمهوری اسلامی ایران برنامه گفتگو محوری تحت عنوان شیوه از شبکه چهار پخش کرد و با کارشناسان دربارهٔ مسائل اجتماعی ایران بحث و گفتگو کرد. در این برنامه مناظره‌های دو نفره بین بیژن عبدالکریمی و شهریار زرشناس، محمد فاضلی و سعید حاجی ناصری، تقی آزاد ارمکی و ابراهیم فیاض، سعید شریعتی و جلیل محبی، و شهاب طباطبایی و علی خضریان انجام شد.
دهم مهرماه همزمان با ادامه اعتراضات، دانشگاه تهران جلسه‌ای با استادان دانشکده‌های مختلف دربارهٔ وضعیت جاری جامعه ایران برگزار کرد. محمد مقیمی، رئیس دانشگاه تهران تلویحاً از بازداشت دانشجویان دفاع کرد. در این جلسه لعیا جنیدی، محمد جواد ظریف، مهدی سنایی، غلامعلی حداد عادل، پیروز حناچی، تقی آزاد ارمکی، صادق زیباکلام، الهه کولائی و علی طیب‌نیا سخنرانی کردند.
سازمان هنری رسانه‌ای اوج، وابسته به سپاه پاسداران، پوستری بزرگ تحت عنوان «زنان سرزمین من» در میدان ولی‌عصر تهران نصب کرد که با اعتراض بسیاری از صاحبان چهره‌های روی آن از جمله فاطمه معتمد آریا، مرضیه برومند و پروانه کاظمی مواجه و روز بعد برچیده شد.
سید ابراهیم رئیسی ادعا کرد که «دشمنان می‌خواهند با سوار شدن بر موج مطالبات معیشتی و اقتصادی مردم، فتنه جدید درست کنند؛ اما مردم هوشیار هستند و ضمن اینکه مطالبات خود را مطرح می‌کنند اجازه سوء استفاده نخواهند داد.»

### صدور دستور سرکوب فوری
سید علی خامنه‌ای در ۲۸ آبان ۱۴۰۱ در یک سخنرانی، دستور سرکوب معترضان را صادر کرد و در پی آن، سید ابراهیم رئیسی، رئیس دولت جمهوری اسلامی و عضو هیئت مرگ اعدام دسته‌جمعی زندانیان عقیدتی سیاسی ایران در تابستان ۱۳۶۷، در روز سی‌ام، به دستگاه‌های مسئول، دستور داد که معترضان را «فوری» سرکوب کنند.
بعد از صدور دستور سرکوب فوری، خامنه‌ای در دی ۱۴۰۱ نیز گفت: «کار را به هنگام باید انجام داد. نباید غفلت کنیم…؛ باید بدون تأخیر وارد میدان بشویم؛ نباید تأخیر داشته باشیم» و همین چراغ سبز وی باعث تسریع بیشتر صدور احکام کیفری، از جمله، اعدام بر ضد معترضان بازداشت‌شده شد.
همچنین غلامحسین محسنی اژه‌ای، رئیس قوه قضائیه گفت: «برای عناصر و مسببان اصلی اغتشاشات اخیر، هیچ جای ارفاق وجود ندارد.»

#### درخواست نمایندگان مجلس برای اعدام بازداشت‌شدگان
در ۱۵ آبان ۱۴۰۱، ۲۲۷ نفر از نمایندگان مجلس شورای اسلامی در بیانیه‌ای در خطاب به قوه قضاییه و با محارب خواندن معترضان در ایران، خواستار قصاص (اعدام) معترضان شدند. تعداد معترضان بازداشت‌شده تا ۲۷ آبان ۱۴۰۱ دست‌کم ۶۰٫۰۰۰ نفر است.

#### درخواست روحانیان برای تداوم اعدام
در دی ۱۴۰۱، جامعه مدرسان حوزه علمیه قم ضمن سپاس از اقدامات قوه قضاییه، با صدور بیانیه‌ای خواستار تداوم جدی‌تر اعدام بازداشت‌شدگان خیزش ۱۴۰۱ ایران، تحت عنوان محارب و مفسد باغی شد و نیز روحانیان مخالف با اعدام آنان را ورشکسته سیاسی نامید.

#### تهدید فرمانده سپاه
یک مقام بلندپایه سپاه پاسداران تهدید کرد که برای براندازی رژیم جمهوری اسلامی «باید از دریای خون گذشت».

### سرکوب اعتراضات
سید علی خامنه‌ای، رهبر، این اعتراضات را «طراحی آمریکا، رژیم صهیونیستی و دنباله‌روهای»شان نامید. او به خواسته‌های معترضان اهمیتی نداد و دستور سرکوب آن‌ها را صادر کرد. مقامات جمهوری اسلامی مانند اعتراضات آبان ۱۳۹۸ ایران با قتل، دستگیری و شکنجه، دست به سرکوب معترضان زدند. نیروهایی از نیروی انتظامی، سپاه پاسداران و نیروی زمینی ارتش که زیر مجموعه ستاد کل نیروهای مسلح هستند در سرکوب معترضان نقش دارند. از نیروی انتظامی، پلیس پیشگیری، پلیس آگاهی، پلیس امنیت عمومی، فتا، یگان ویژه ناجا و نوپو در سرکوب معترضان دست دارند. سپاه پاسداران انقلاب اسلامی جدای از نیروهای خودش از نیروهای بسیج نیز استفاده کرده است. همچنین از لباس‌شخصی‌ها و گروهی به نام نیروهای خودجوش سرزمین‌های اسلامی نیز استفاده شده است.
حکومت برای سرکوب اعتراضات از ترفندهایی همچون رعب و تهدید، پرونده‌سازی، اعترافات تلویزیونی، بازی‌های رسانه‌ای، تحقیر و تمسخر، نازل کردن خواسته‌های معترضان به تمایلات جنسی و هیجانی استفاده می‌کند.
نیروهای سرکوب جمهوری اسلامی برای سرکوب شهروندان در این اعتراضات از باتون، باتون برقی، ماشین آب‌پاش، گاز اشک‌آور، تفنگ پینت‌بال، تفنگ ساچمه‌زنی، اسلحه دستی و تفنگ جنگی و همچنین از خشونت، یورش به منازل مسکونی، شلیک مستقیم به شهروندان، آسیب رساندن به اموال عمومی و خصوصی مردم از جمله خودروها و مغازه‌ها و همچنین تعرض جنسی به زنان استفاده می‌کند.
در اعتراضات علاوه بر آمبولانس، از کودکان و نوجوانان نیز در سرکوب معترضان استفاده شده است. بر پایه دیوان کیفری بین‌المللی بر مبنای اساسنامه رم، استفاده از کودکان زیر ۱۵ سال برای شرکت در فعالیت‌های خصمانه، در دسته‌بندی جنایات جنگی محسوب می‌شود. همچنین سپاه پاسداران دانش‌آموزان پسر دبیرستانی را برای سرکوب تطمیع و تجهیز کرده است.

### ربودن کودکان و نوجوانان
سازمان حقوق بشری هه‌نگاو اسامی ۱۸۶ کودک و نوجوان کُرد (۱۵۴ پسر و ۳۲ دختر) را که در جریان خیزش ۱۴۰۱ ایران به دست نیروهای امنیتی جمهوری اسلامی ربوده شده‌اند منتشر کرد که برخی از آنان به چند سال حبس و ۷۴ ضربه شلاق و نیز جریمه مالی محکوم شدند.

### تجاوز جنسی به کودکان و جوانان
بنا به گزارش برخی منابع، هم‌زمان با بازداشت گسترده معترضان توسط حکومت جمهوری اسلامی، و سکوت رسانه‌ها (ی داخلی)، میزان خشونت و حتی تجاوز جنسی سرکوبگران حکومتی به دختران و پسران حتی کم‌سن (۱۴–۱۳ ساله) افزایش یافته است.
شبکه سی‌ان‌ان، پس از یک بررسی دوماهه (مهر و آبان ۱۴۰۱) و در گزارشی تحقیقی، تأیید کرده است که پسران و دختران بازداشت‌شده در ایران، مورد خشونت جنسی قرار می‌گیرند و در برخی موارد در زندان به آن‌ها «تجاوز» می‌شود. ضرب و شتم و آزار جنسی زندانیان دخترِ به‌ویژه زیبا شدیدتر است.
به‌گفته یکی از دختران بازداشت‌شده، در بازداشتگاه، یک «اتاق خصوصی بازجویی» وجود دارد که افسر بازجو، دختری زیبا را به تنهایی با خود به آن اتاق برده و به او تعرض جنسی می‌کند.
یکی از کسانی که بارها مورد تجاوز جنسی و حتی پارگی اندام‌ها قرار گرفت آرمیتا عباسی است.

#### فیلم گرفتن از صحنه تجاوز جنسی برای باج‌گیری
سی‌ان‌ان به نقل از منابع مطلعی که با قربانیان گفت‌وگو کرده‌اند، گزارش داده که مأموران جمهوری اسلامی از صحنه‌های خشونت‌آمیز تعرض جنسی فیلم تهیه کرده‌اند و آن فیلم‌ها را به ابزاری برای باج‌گیری از معترضان یا وادار کردنشان به سکوت تبدیل کرده‌اند.
بر اساس برخی تحقیقات راستی‌آزمایی‌شده، حکومت جمهوری اسلامی از تعرض و تجاوز جنسی به‌عنوان یکی از ابزارهای سرکوب و برای تحت فشار گذاشتن، ناامیدکردن، اخاذی و دریافت حق‌سکوت از معترضان قربانی‌شده، استفاده می‌کند.

### نابیناکردن سیستماتیک معترضان
سازمان حقوق بشر ایران در گزارشی شلیک نیروهای امنیتی جمهوری اسلامی به صورت و چشم تعداد قابل توجهی از معترضان مأموران را «سیستماتیک» و «هدفمند» اعلام کرد. آمار دقیقی از معترضانی که چشمانشان آسیب دیده، در دست نیست؛ ولی بنا به گزارش روزنامه نیویورک تایمز در ۲ آذر ۱۴۰۱، دست‌کم ۵۸۰ نفر معترض از ناحیه چشم، آسیب دیده‌اند.

### تحریف علت کشتار
مسئولان حکومت جمهوری اسلامی دلیل کشته‌شدن معترضان را خودکشی، بیماری زمینه‌ای، گاز گرفتن سگ… و حتی شلیک معترضان به یکدیگر اعلام می‌کنند.

### مشکل‌تراشی در تحویل پیکر کشته‌شدگان
حکومت جمهوری اسلامی در تحویل دادن پیکرهای کشته‌شدگان، اشکال‌تراشی و تأخیر انجام داده و حتی با سناریوسازی برای دلیل مرگشان باعث خشم مردم می‌شود.

### اختلال گسترده اینترنت
در روزهای ابتدایی اتصال‌ها به اینترنت در ایران به ۶۷ درصد میزان معمول کاهش داده شد. در روزهای بعد اینترنت موبایل و خطوط تلفن همراه در بخش‌های گسترده‌ای از ایران قطع شد. رسانه اجتماعی اینستاگرام و پیام‌رسان واتس‌اپ نیز در ۳۰ شهریور فیلتر شدند.
در ۳۰ شهریور، وزارت ارتباطات حکومت جمهوری اسلامی با هدف آگاه نشدن مردم و معترضان از اخبار تازه اعتراضات، واتس‌اپ و اینستاگرام را هم فیلتر کرد. گوگل نیز از دسترس خارج شد که پس از دو روز رفع فیلتر شد. همچنین اختلال گسترده‌ای در دسترسی به اینترنت رخ داد که به گزارش نت‌بلاکس بزرگ‌ترین اختلال در اینترنت ایران از زمان قطعی کامل اینترنت در ۱۳۹۸ بود.

### بیلبورد میدان ولی‌عصر
زنان سرزمین من بیلبوردی بود که توسط سازمان هنری رسانه‌ای اوج، وابسته به سپاه پاسداران انقلاب اسلامی، روز ۲۱ مهر ۱۴۰۱ و همزمان با روز جهانی دختر در میدان ولی‌عصر تهران نصب شد. این بیلبورد که با اعتراضات سراسری علیه حجاب اجباری در ایران همزمان شده بود، یک روز بعد و با اعتراض بسیاری از صاحبان چهره‌های روی آن برچیده شد.

### همکاری با کشورهای خارجی برای سرکوب مردم
در حالی که مردم ایران در حال اعتراض به نقض حقوق بشر و آزادی‌های اساسی‌شان هستند حکومت جمهوری اسلامی به حکومت‌هایی مثل حکومت روسیه اجازه همکاری در سرکوب اعتراضات ایران را می‌دهد.

### اعدام معترضان
از ابتدای این خیزش اعتراضی، قوه قضائیه ایران برای شماری از معترضان دستگیر شده احکام اعدام صادر کرده است. عنوان مجرمانه عمده این احکام «محاربه» و «افساد فی الارض» است. اما حقوقدانان و و کلای دادگستری و بعضی از روحانیون حوزه علمیه قم به احکام صادره از نظر حقوقی اعتراض کردند و خواهان توقف صدور احکام محاربه و افساد فی‌الارض برای معترضان شدند.
محسن شکاری، اولین بازداشتی این خیزش اعتراضی بود که حکم اعدام او به اتهام محاربه پنجشنبه ۱۷ آذر اجرا شد. اعدام او درحالی صورت گرفت که تنها ۷۵ روز از بازداشت او سپری شده بود و درجریان دادرسی و محاکمه به وکیل اختیاری دسترسی نداشت. مجیدرضا رهنورد معترضی دیگری بود که دوشنبه ۲۱ آذر و ۲۳ روز پس از دستگیری، «در ملأ عام» در خیابانی در مشهد به دار آویخته شد. به گفته قوه قضائیه او به کشتن دو نفر از مأموران شبه نظامی بسیج، با سلاح سرد متهم شده بود. پیش از اعدام اعتراف اجباری او از سوی رسانه‌های حکومتی با دست شکسته و در گچ منتشر شده بود.

## روش‌های اعتراض

دیوار نویسی در خیابان های تهران: «به کی زنگ بزنیم وقتی قاتل خودش پلیسه؟»

### اعتراضات خیابانی
معترضان حاضر در خیابان به دو دسته تقسیم می‌شوند. هسته فعال در حال شعار دادن و به کار بستن مجموعه‌ای از اقدامات همچون آتش افروختن، پرتاب سنگ، سوزاندن روسری، بریدن گیس، کندن تابلو، حمله به بیلبوردها و کانکس‌های انتظامی و هسته ناظر که در حال تماشا و به وجد آمدن از تحرکات و اقدامات هسته فعال، در حال فیلم‌برداری هستند. حدود سنی هسته فعال ۱۵ تا ۳۵ سال و حدود سنی هسته ناظر ۳۵ به بالا است. حدود ۸۰ درصد هسته فعال متولدان دهه ۷۵ تا ۸۵ هستند.

### اعتصابات سراسری
در حمایت از اعتراضات سراسری مردم این اعتصابات صورت گرفت. در ششمین هفته اعتراضات، در شماری از شهرهای ایران گروهی از اصناف، از جمله کسبه و بازاریان، کارگران و معلمان اعتصاب کردند.

### اعتراضات اینترنتی

#### هشتگ مهسا
استفاده از #مهسا_امینی در اعتراض به کشته‌شدن او رکورد استفاده از یک هشتگ در توییتر را شکست. تا ۲۴ مهر ۱۴۰۱ این هشتگ بیش از ۲۷۵ میلیون بار استفاده شد.

### گیسوبری و روسری‌سوزی

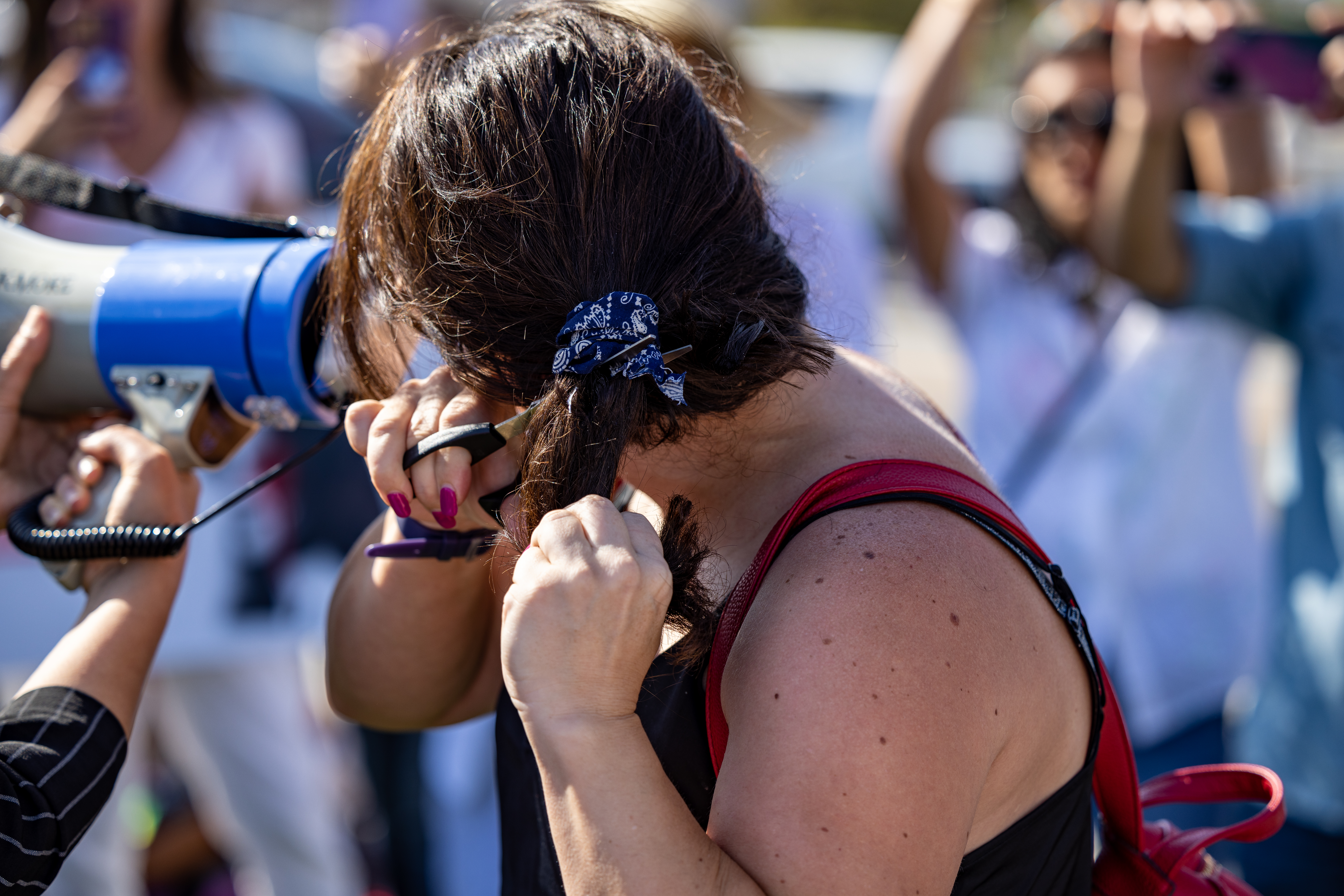
گیسوبران در تجمع اعتراضی سانتا باربارا، کالیفرنیا

شماری از زنان ایرانی در اعتراض به جان‌باختن مهسا امینی در حرکتی نمادین، با ابراز خشم و سوگ، موهای خود را قیچی کردند. آیین گیسوبران از رسوم دیرینه ایرانیان باستان است. کارزار آتش‌زدن روسری به عنوان نماد حجاب به نشانه مخالفت با حجاب اجباری در اعتراضات پس از کشته‌شدن مهسا امینی رخ داد. این حرکت نمادین با واکنش‌ها بسیاری مواجه شده است. شمار بسیاری از زنان در اعتراضات روسری از سر برداشتند و برخی روسری خود را آتش زدند.

### عمامه‌پرانی
عمامه‌پرانی شامل انداختن و برداشتن عمامه از سر آخوندها شکل دیگری از حرکت اعتراضی برخی از معترضان بوده است.

### هنر اعتراضی
در زمان اعتراضات تعداد زیادی هنر اعتراضی از قبیل نقاشی، ترانه و پرفورمانس به یاد مهسا امینی و برای وصف حال یک ملت عزادار تولید شد. مردم برای بیان اعتراض از شعارنویسی، شابلون‌نویسی و خط کشیدن بر عکس مقامات ایران نیز استفاده می‌کنند.
- ترانه‌های اعتراضی
  - «برای…» از شروین حاجی‌پور[۲۰۷]
  - «سرود زن»، به خوانندگی مهدی یراحی و ترانه‌سرایی مونا برزویی[۲۰۸]
  - «بیا به میدان»، اثر مشترک ناصر رزازی، ابی، شاهین نجفی و پدرام شهلایی.
  - «نه نه نه»، از اسکندر آبادی[۲۰۹][۲۱۰]
  - «دوباره»، اثر مشترک گوگوش، لیلا فروهر، شهرزاد سپانلو، دریا دادور، سوگند و شهره آغداشلو[۲۱۱]
  - «فال» و «میدون جنگه»، از توماج صالحی.[۲۱۲][۲۱۳][۲۱۴]
  - «ایرانِ من»، اثر مشترک کینگ رام، رعنا منصور، حامد نیک‌پی، عرفان و جی‌دال.[۲۱۵]
  - «این یکیم واسه»، از سروش هیچ‌کس.[۲۱۶]
  - «مرگ‌بر کل نظام»، از شاپور.[۲۱۷]

## پیامدها و رویدادها

### جمعه خونین زاهدان
جمعه سیاه زاهدان به درگیری‌های ۸ مهر ۱۴۰۱ بین مردم معترض زاهدان و نیروهای سرکوبگر به‌دنبال تجاوز فرماندهٔ انتظامی به دختری بلوچ در میانهٔ اعتراضات گفته می‌شود. بین روایت جمهوری اسلامی و روایت منابع محلی، دربارهٔ وقایع این روز تفاوت‌های کلیدی وجود دارد. در این درگیری بر اساس آمار «کارزار فعالان بلوچ» و همچنین «وبگاه حال‌وش» ۹۱ نفر و بر اساس آمار مقام‌ها و رسانه‌های جمهوری اسلامی ۱۹ نفر کشته شدند.

### حمله به دانشگاه شریف
شامگاه یکشنبه ۱۰ مهر، نیروهای امنیتی همراه با شمار بسیاری از نیروهای موسوم به لباس شخصی در با محاصره دانشگاه صنعتی شریف تهران و حمله به دانشجویان، ضمن ضرب‌وشتم و تیراندازی، شمار نامعلومی از دانشجویان را زخمی یا بازداشت و به مکان‌های نامعلومی انتقال دادند. با ادامه اعتراضات تیراندازی به دانشجویان آغاز و درهای دانشگاه بسته می‌شود و دانشجویان در محاصرهٔ نیروهای امنیتی و لباس شخصی قرار می‌گیرند.

### شورش زندان لاکان رشت
یکشنبه ۱۷ مهر بین گارد ضدشورش زندان لاکان رشت و زندانیان درگیری می‌شود و شماری از زندانیان کشته و زخمی شدند. حکومت و مخالفان دو روایت متفاوت از درگیری‌ها ارائه می‌دهند. شمار دقیق تلفات درگیری در این زندان مشخص نیست. خبر درگیری و شورش در این زندان پس از آن به رسانه‌ها درز پیدا کرد که ستون دودی بر فراز این زندان دیده شد.

### درگیری‌های ۱۴۰۱ سنندج
در اواخر مهرماه، اعتراضات مردمی در سنندج شدت گرفت به طوری که یک شهروند سنندجی در داخل خودروی شخصی پراید و پشت فرمان هدف اصابت مستقیم گلوله از ناحیه سر قرار گرفته و کشته شد. رسانه‌های داخلی این قتل را به افراد ناشناس نسبت می‌دادند اما شاهدان در صحنه ادعا می‌کنند که وی به‌وسیله گلوله‌های جنگی نیروهای ضد شورش هدف قرار گرفته است.

### آتش‌سوزی زندان اوین
۲۳ مهر، در میانه اعتراضات سراسری در زندان اوین آتش‌سوزی مشکوکی رخ داد. به گفتهٔ رسانه قوه قضاییه در این حادثه هشت زندانی کشته و دست‌کم ۶۱ نفر مجروح شدند. همچنین مردم در خیابان‌های اطراف زندان تجمع و علیه حاکمیت ایران شعار دادند.

### جمعه خونین خاش
۱۳ آبان در پی تیراندازی نیروهای سرکوبگر به معترضان به دنبال جمعه خونین زاهدان دست‌کم ۱۶ نفر شامل کودکان کشته و ده‌ها تن دیگر زخمی شدند. مولوی عبدالحمید، امام جمعه زاهدان، در بیانیه‌ای اعلام کرد در این حادثه دست‌کم ۱۶ نفر کشته و ده‌ها نفر دیگر زخمی شدند. عفو بین‌الملل در گزارشی شمار کشته‌شدگان را ۱۸ نفر و اعلام کرد که نیروهای امنیتی در سرکوب مردم از «گلوله‌های جنگی مرگبار» استفاده کرده‌است.

### سرکوب کردهای ایران
در جریان اعتراضات سراسری ۱۴۰۱ (به‌ویژه در اواخر آبان و اوایل آذر ۱۴۰۱) بعد از سخنرانی خامنه‌ای در ۲۸ آبان، سپاه پاسداران انقلاب اسلامی بعد از اعلام حکومت نظامی، با دوشکا، تیربار سنگین W85، خودروهای نظامی، تانک و هلیکوپتر… به مناطق کردنشین ایران (استان‌های کردستان، آذربایجان غربی، کرمانشاه و ایلام) حمله کرده و تعداد چشمگیری از مردم معترض را کشتند. سپاه در این سرکوب، از گاز شیمیایی فلج‌کننده اعصاب یعنی هگزاکلرواتان نیز استفاده کرده است.

### حملات سپاه به مقر احزاب کرد

تصویری از حملات سپاه پاسداران به مقر احزاب کرد

طبق ادعای سپاه پاسداران این حمله پاسخی به دلیل حمایت احزاب کرد از اعتراضات سراسری بود. در ۲۸ سپتامبر ۲۰۲۲، سپاه پاسداران انقلاب اسلامی پایگاه‌های احزاب کرد ایرانی در کوی‌سنجق، آلتون کوپری و زرگویز در اقلیم کردستان را با استفاده از پهپادهای انتحاری و موشک‌های زمین به زمین بمباران کرد. این حملات منجر به کشته شدن حداقل سیزده نفر از جمله زنان (که یکی باردار بود) و کودکان و زخمی شدن ۵۸ نفر شد. احزاب کردستان ایران ادعا کردند که جمهوری اسلامی در خیابان‌های داخل کشور از طرف مردم پاسخ این حملات را دریافت خواهد کرد.

### مسمومیت‌های زنجیره‌ای دانش‌آموزان در مدارس
مسمومیت‌های دنباله‌دار دانش‌آموزان مدرسه‌های مخصوصاً دخترانه از ۹ آذر ۱۴۰۱، شروع شد و در طی چند ماه (و بلکه به مدت یک سال: از آذر ۱۴۰۱ تا آبان ۱۴۰۲) به گونه زنجیره‌ای، هزاران دانش‌آموز (به ویژه) دختر در بیش از ۵۰۰ مدرسه و در ۲۵ استان و در بیش از ۱۱۰ شهر، مسموم شدند. در برخی از مدرسه‌ها چند بار، مسمومیت ایجاد شد.

### درخواست اخراج سفیران جمهوری اسلامی
کارزار اینترنتی خطاب به سران کشورهای گروه ۷، هفت کشور صنعتی جهان، برای اخراج مقامات جمهوری اسلامی راه افتاده است. این کارزار تا ۲۵ مهر نزدیک به ۱۸۰ هزار امضا داشته است. این کارزار در کمتر از چهار روز، از مرز ۴۰۰ هزار امضا عبور کرد. اعضای گروه ایرانیان مدافع عدالت و حقوق بشر عصر یکشنبه، ۲۴ مهر، با انتشار دادخواستی در وب‌سایت بین‌المللی Change.org، نگرانی عمیق خود را از وقایع پنج هفته گذشته در ایران اعلام کردند و از کشورهای عضو گروه جی۷ شامل آلمان، فرانسه، ایتالیا، ژاپن، بریتانیا، ایالات‌متحده آمریکا و کانادا، خواستند در اعتراض به «رفتار غیرقانونی و غیرانسانی» با معترضان در ایران، سفرای جمهوری اسلامی و نمایندگان آن‌ها را از سازمان‌های بین‌المللی اخراج کنند.

### ریزش و کمبود نیروهای حکومتی
به گزارش بعضی منابع، کمبود نیرو برای سرکوب و نیز گریختن تعداد زیادی سرباز از خدمت، باعث شده که حکومت جمهوری اسلامی از افسران ارشد حتی در سطح سرهنگ (سپاه) استفاده کند که بعضی از آن‌ها همچون: سرهنگ حمیدرضا هاشمی (با نام مستعار سید علی موسوی)، معاون اطلاعات سپاه سلمان استان سیستان و بلوچستان و سرهنگ نادر بیرامی، رئیس اطلاعات سپاه شهرستان صحنه، در درگیری با مردم معترض کشته شدند.

### نشست غیررسمی شورای امنیت
چهارشنبه ۱۰ آبان ۱۴۰۱، جلسه‌ای غیررسمی در شورای امنیت سازمان ملل متحد به میزبانی ایالات متحده و آلبانی با موضوع سرکوب خشن زنان و معترضان در ایران برگزار شد. این جلسه با سخنرانی جاوید رحمان، گزارشگر ویژه ایران در سازمان ملل متحد آغاز شد و در ادامه شیرین عبادی، حقوق‌دان ایرانی و برنده جایزه صلح نوبل و نازنین بنیادی، بازیگر سینما و فعال حقوق بشر نیز سخنرانی کردند.
لیندا توماس گرینفیلد، سفیر ایالات متحده آمریکا در سازمان ملل متحد و نمایندگان ۱۳ عضو دیگر شورای امنیت هم هر کدام بیانیه و مواضع خود دربارهٔ سرکوب اعتراضات و نقض حقوق زنان در ایران را عنوان کردند. به جز چین و روسیه بیانیه دیگر اعضای شورای امنیت در حمایت از معترضان و محکومیت سرکوب خشن اعتراضات در ایران بود.

### نشست اضطراری شورای حقوق بشر
در نشست اضطراری که شورای حقوق بشر سازمان ملل متحد در ۳ آذر ۱۴۰۱ برگزار کرد، فولکر تورک، کمیسر عالی این شورا، اعلام کرد اکنون «یک بحران حقوق بشری تمام عیار» در ایران وجود دارد و از جمهوری اسلامی خواست به استفاده غیرضروری زور علیه معترضان پایان دهد. همچنین جاوید رحمان، گزارشگر ویژه حقوق بشر در ایران، از مقام‌های جمهوری اسلامی انتقاد کرد که در هیچ موردی حاضر به گفت‌وگو با معترضان نشده‌اند.
شورای حقوق بشر سازمان ملل در این نشست با تصویب قطعنامه‌ای، سازوکاری ویژه برای راستی‌آزمایی و حقیقت‌یابی دربارهٔ کشتار و سرکوب معترضان تعیین کرد. بر اساس این مصوبه، رئیس شورای حقوق بشر موظف شد که به شکل مستقل، کار تحقیق و ثبت موارد نقض حقوق بشر در ایران را از روز ۲۵ شهریور ۱۴۰۱ را برعهده بگیرد.

### کمیسیون مقام زن ملل متحد
شورای اقتصادی و اجتماعی سازمان ملل متحد در ۲۳ آذر ۱۴۰۱ با اکثریت آرا ایران را از کمیسیون مقام زن ملل متحد اخراج کردند. قطعنامه پیشنهادی برای این امر از سوی ایالات متحده ارائه شده بود و ۲۹ عضو این شورای از قطعنامه پیشنهادی حمایت کردند.
این اقدام برای نخستین بار در تاریخ این کمیسیون سازمان ملل متحد روی داد و واکنشی از سوی جامعه جهانی به سرکوب اعتراضات زنان در طول خیزش اعتراضی بود که با کشته‌شدن مهسا امینی آغاز شد. همزمان با استقبال برخی از شهروندان و فعالان سیاسی مخالف جمهوری اسلامی از اخراج ایران از کمیسیون مقام زن سازمان ملل، سخنگوی وزارت خارجه ایران این اقدام را «غیرقانونی» خواند و یکی از مقام‌های معاونت امور خانواده رئیس‌جمهور ایران نیز گفت که این تصمیم «بی‌طرفی کمیسیون مقام زن» را خدشه‌دار کرد.

### کنفرانس امنیتی مونیخ
نشست کنفرانس امنیتی مونیخ در ۲۸ بهمن ۱۴۰۱ بدون حضور مقامات جمهوری اسلامی برگزار شد؛ به جای مقام‌های حکومت جمهوری اسلامی، بر خی از چهره‌های نشست آینده جنبش دموکراسی ایران، همچون: رضا پهلوی، مسیح علی‌نژاد و نازنین بنیادی دعوت شدند.
کریستوف هویسگن، رئیس جدید کنفرانس امنیتی مونیخ گفت: «[حکومت جمهوری اسلامی] ایران همواره یک چالش بود؛ چون موجودیت اسرائیل را نفی می‌کرد و با قدم‌برداشتن در مسیر سلاح هسته‌ای، حقوق بین‌الملل را نقض می‌کرد. در زمان مذاکرات اتمی، تصمیم سلَفِ من این بود که آن‌ها را دعوت کند؛ اما بعد از نقض حقوق بین‌الملل و حمله وحشیانه سپاه پاسداران و پلیس به مردم خود، ما از ایران دعوت نکردیم.»

## شعارها

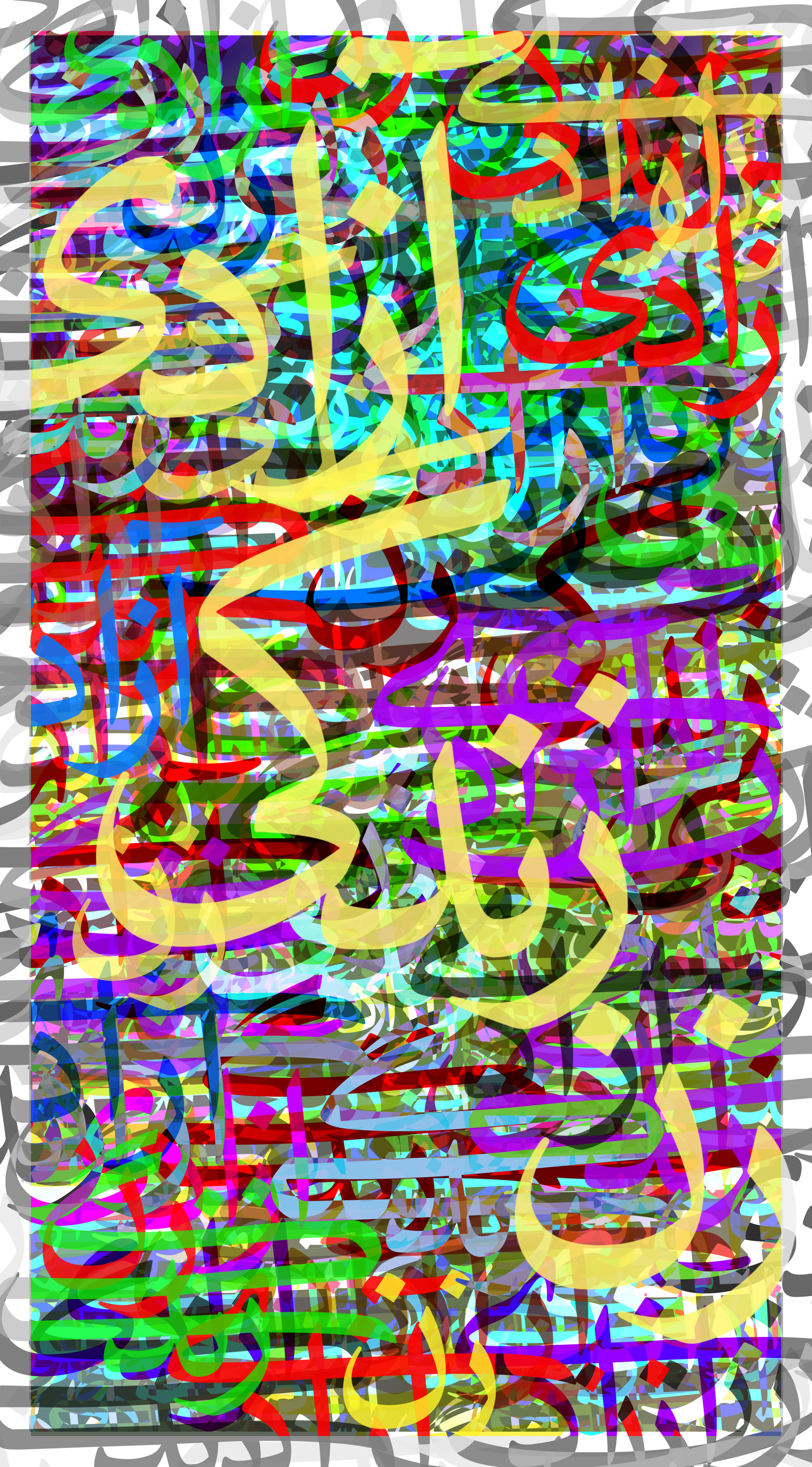
«زن، زندگی، آزادی»؛ از اصلی‌ترین شعارهای اعتراضات

در پی اعتراضات سراسری ۱۴۰۱ ایران در شهرهای مختلف ایران شعارهای مختلفی توسط معترضان سر داده شد. تعدادی از این شعارها متمرکز بر موضوع حجاب اجباری در ایران و مسئلهٔ زنان و برخی دیگر متمرکز بر مخالفت معترضان با حکومت وقت ایران است. شعار «زن، زندگی، آزادی» یکی از اصلی‌ترین شعارها از شروع این اعتراضات بود که از روز اول اعتراضات در شهرهای مختلف سر داده شد. شعارهایی که در اعتراضات سراسری در ایران توسط مردم در خیابان‌ها گفته شده، بسیار ساختارشکنانه و پیشرو بوده‌اند و در آن‌ها به حقوق زنان و آزادی‌های فردی بسیار زیاد نگاه شده است اما شعارهای معیشتی اصلاً شنیده نشده‌اند.
برخی از اصلی‌ترین شعارها (فهرست کامل):
- زن، زندگی، آزادی/ژن، ژیان، ئازادی
- مرگ بر خامنه‌ای[۲۶۷]
- مرگ بر دیکتاتور
- آزادی آزادی آزادی[۲۶۸]
- امسال سال خونه، سیدعلی سرنگونه[۲۶۹]
- بسیجی جیره‌خور، آخرشه، خوب بخور
- توپ تانک فشفشه، آخوند باید گم بشه[۲۷۰]
- می‌کشم، می‌کشم هرآن‌که خواهرم کشت[۲۷۱]

## نمادها
سوزاندن روسری و بریدن یا کوتاه کردن مو از نخستین نمادهای این اعتراضات بود. ترانه اعتراضی برای… اثر شروین حاجی‌پور نیز تبدیل به نمادهای اعتراضات شد. مردم ایران در خیابان‌ها، کافه‌ها و رستوران‌ها با همخوانی و پخش این ترانه، اعتراض خود را نشان دادند. ایرانیان مقیم خارج نیز این ترانه را در تجمعات اعتراضی خود بازخوانی کردند. حاجی‌پور متن این ترانه را بر اساس توئیت‌های اعتراضی با موضوع «برای…» ساخته است. ویدئوی این ترانه بعد از بازداشت او توسط مأموران امنیتی جمهوری اسلامی حذف شد.
برخی از نمادها اعتراضات:
- روسری‌سوزان
- گیسوبران
- برای…
- مهسا (ژینا)
- نیکا
- حدیث
- سارینا
- خدانور
- عمامه‌پرانی
- به نام خدای رنگین‌کمان
- بارون اومد و یادم داد تو زورت بیشتره

## همراهی‌کنندگان

### چهره‌ها
. . . مردم ایران در دهه‌های گذشته به دلیل سرکوب بی‌رحمانه متحمل رنج زیادی شدند اما دستگیری مهسا امینی و قتل او در بازداشت بار دیگر به طغیان اعتراضات دامن زد. مردم ایران سزاوار دستیابی به آزادی و عدالت‌اند. . . .

نوآم چامسکی، ۲ مهرِ ۱۴۰۱
شمار زیادی از سلبریتی‌های شناخته‌شده ایران به صف حامیان معترضان پیوستند که باعث فشارهای حکومت ایران به شکل تهدید، تبلیغات منفی و مصاحبه و اقدام قضایی علیه آنان شد. شمار بازیگرانی که از معترضان حمایت کرده‌اند به اندازه‌ای است که صدا و سیمای ایران برای پخش و بازپخش بیش از ۲۰ مجموعه تلویزیونی دچار مشکل خواهد شد. عده زیادی از چهره‌های سرشناس هنری، فرهنگی و ورزشی دنیا هم با مردم معترض در ایران ابراز همبستگی کردند.

#### علی کریمی
. . . یه سری‌ها سال ۵۷ فهمیدن
یه سری‌ها سال ۶۷ فهمیدن
یه سری‌ها سال ۸۸ فهمیدن 
یه سری‌ها سال ۹۶ فهمیدن
یه سری‌ها سال ۹۸ فهمیدن
یه سری‌ها سال ۱۴۰۰ فهمیدن
وای به حال اونایی که هنوز نفهمیدن . . .

علی کریمی، ۲۷ شهریورِ ۱۴۰۱
در میان واکنش‌ها به کشته‌شدن مهسا امینی و اعتراضات پس از آن، علی کریمی، فوتبالیست سابق تیم ملی فوتبال ایران نه تنها مواضع‌اش را روشن گفت بلکه با معترضان همنوا شد و گاهی یک قدم از آنها نیز جلوتر رفت و در پیام‌هایی که می‌داد پیشنهاد و راهکار نیز به معترضان ارائه می‌کرد. رسانه‌های نزدیک به حکومت و طرفداران نظام او را «اغتشاشگر» و «ضدانقلاب» مورد خطاب قرار داده‌اند و خواهان تعقیب قضایی و حتی مصادره اموال او شده‌اند.

### تیم‌های ملی
در جریان اعتراضات برخی از تیم‌های ملی در اعتراض از خواندن سرود ملی خودداری کردند. بازیکنان تیم ملی فوتبال ساحلی ایران، اعضای تیم ملی واترپلوی ایران از همخوانی سرود جمهوری اسلامی خودداری کردند و تلویزیون دولتی ایران پخش زنده برنامه را قطع کرد. در ادامه بازیکنان تیم ملی بسکتبال ایران در مراسم آغازین بازی مقابل تیم ملی چین در سالن بسکتبال آزادی، به نشان همراهی با اعتراضات در ایران از همخوانی سرود رسمی جمهوری اسلامی خودداری کردند.
بازیکنان تیم ملی فوتبال ایران در جریان مسابقات فوتبال جام جهانی فوتبال ۲۰۲۲ از خواندن سرود ملی در بازی مقابل انگلیس خودداری کردند. گاردین در مقاله‌ای در واکنش به این حرکت نوشت: «سکوت یک تیم گویای همه چیز است».

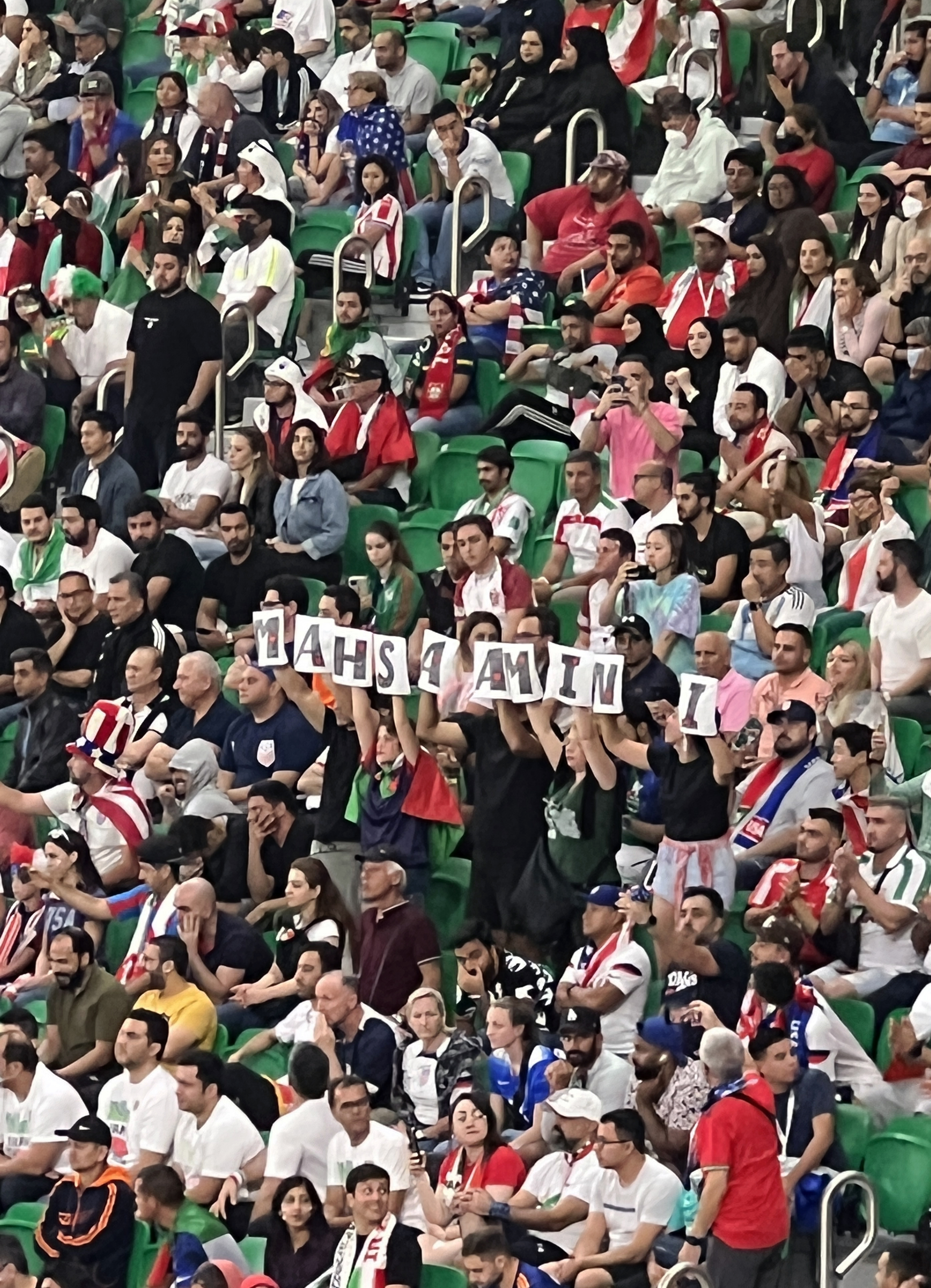
نام مهسا امینی در دست هواداران تیم ایرانی در بازی ایران و آمریکا
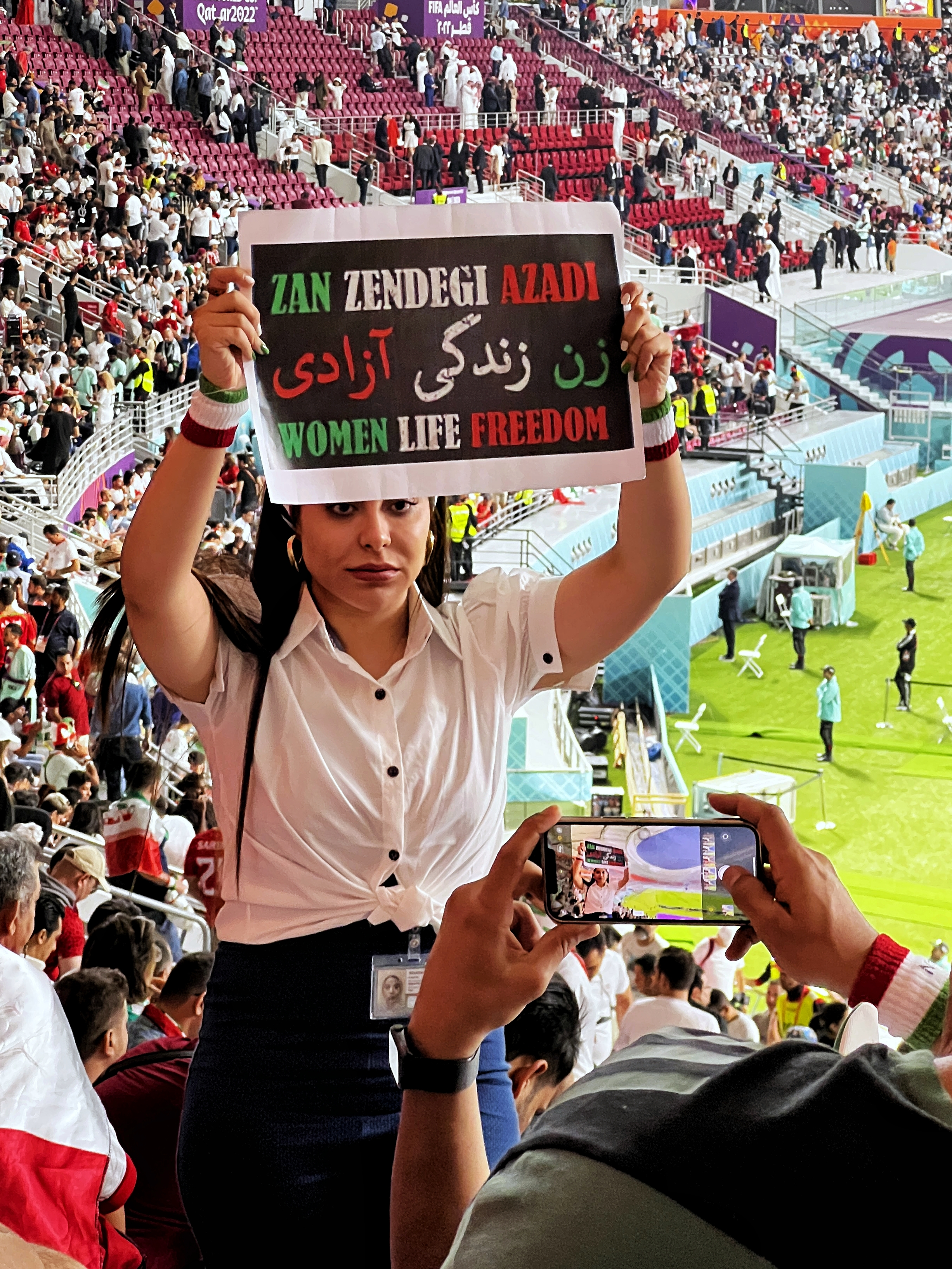
زنی در ورزشگاه بین‌المللی خلیفه، پلاکاردی با مضمون «زن، زندگی، آزادی» را به دست گرفته است.
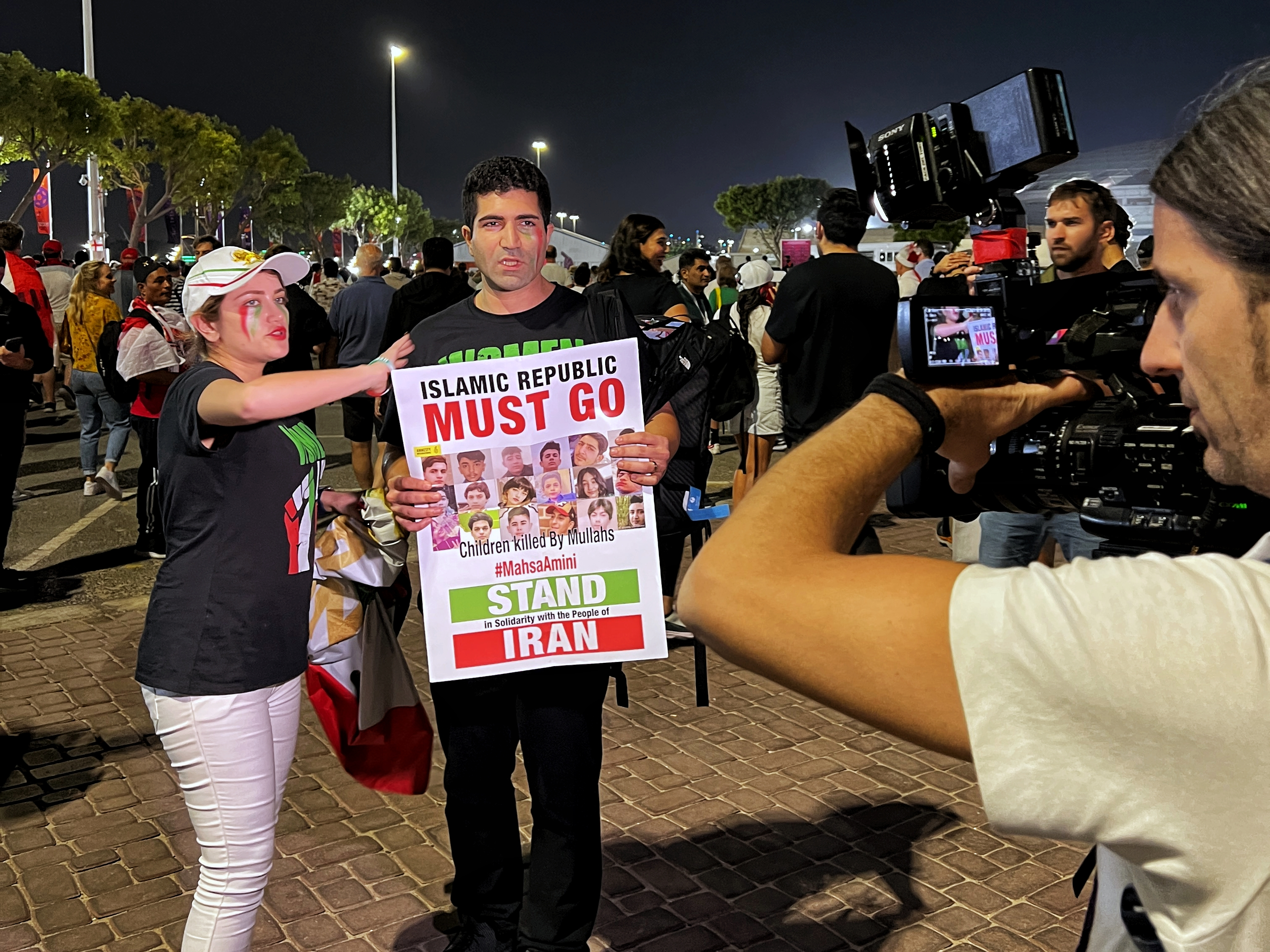
یک زن و مرد ایرانی پلاکاردی از کودکان کشته شده در 1401 در دست دارند.
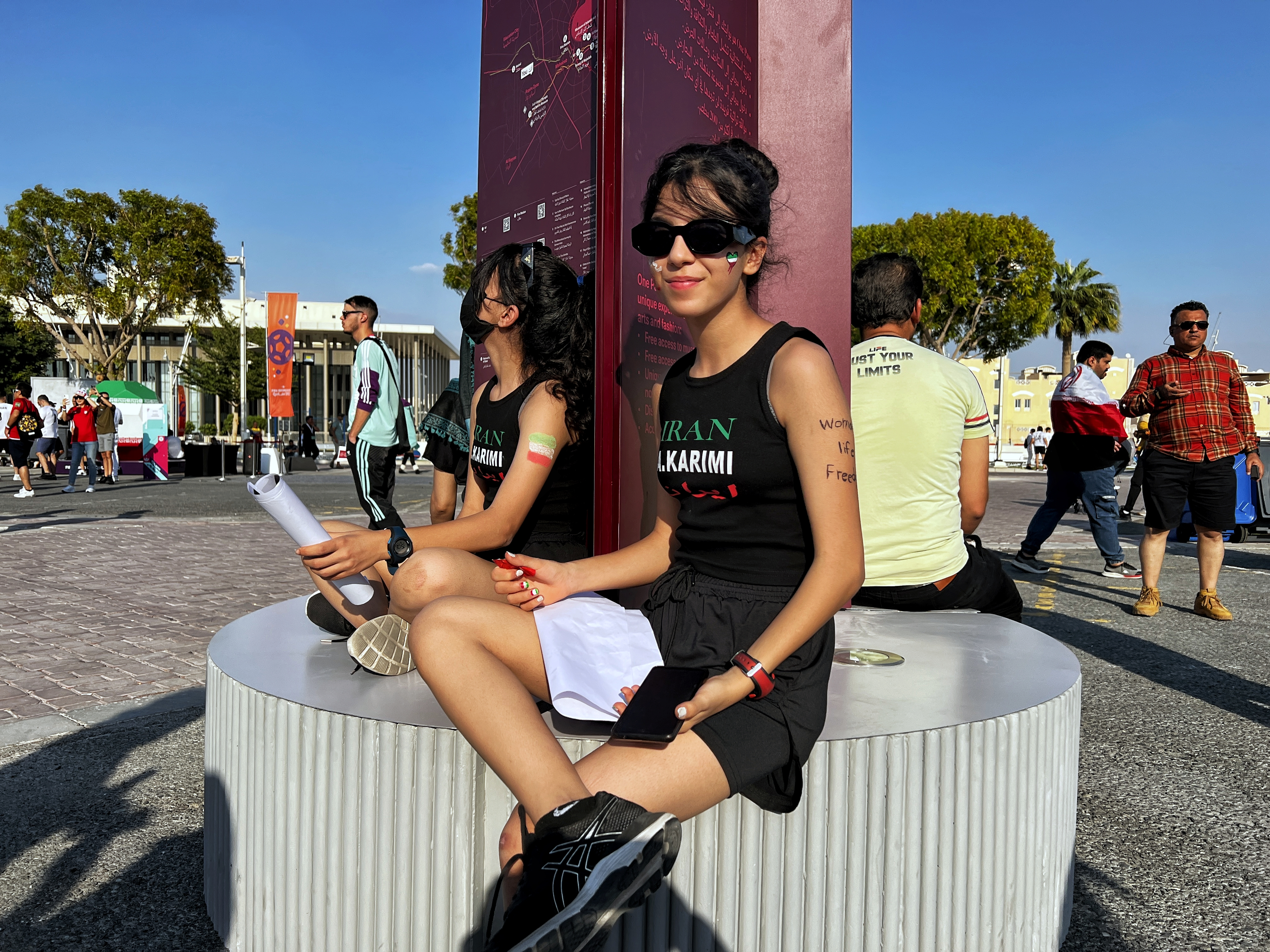
دو دختر ایرانی که روی بازوی یکی از آنها "زن، زندگی، آزادی" و بر لباسش از ایران و علی کریمی نام برده است.
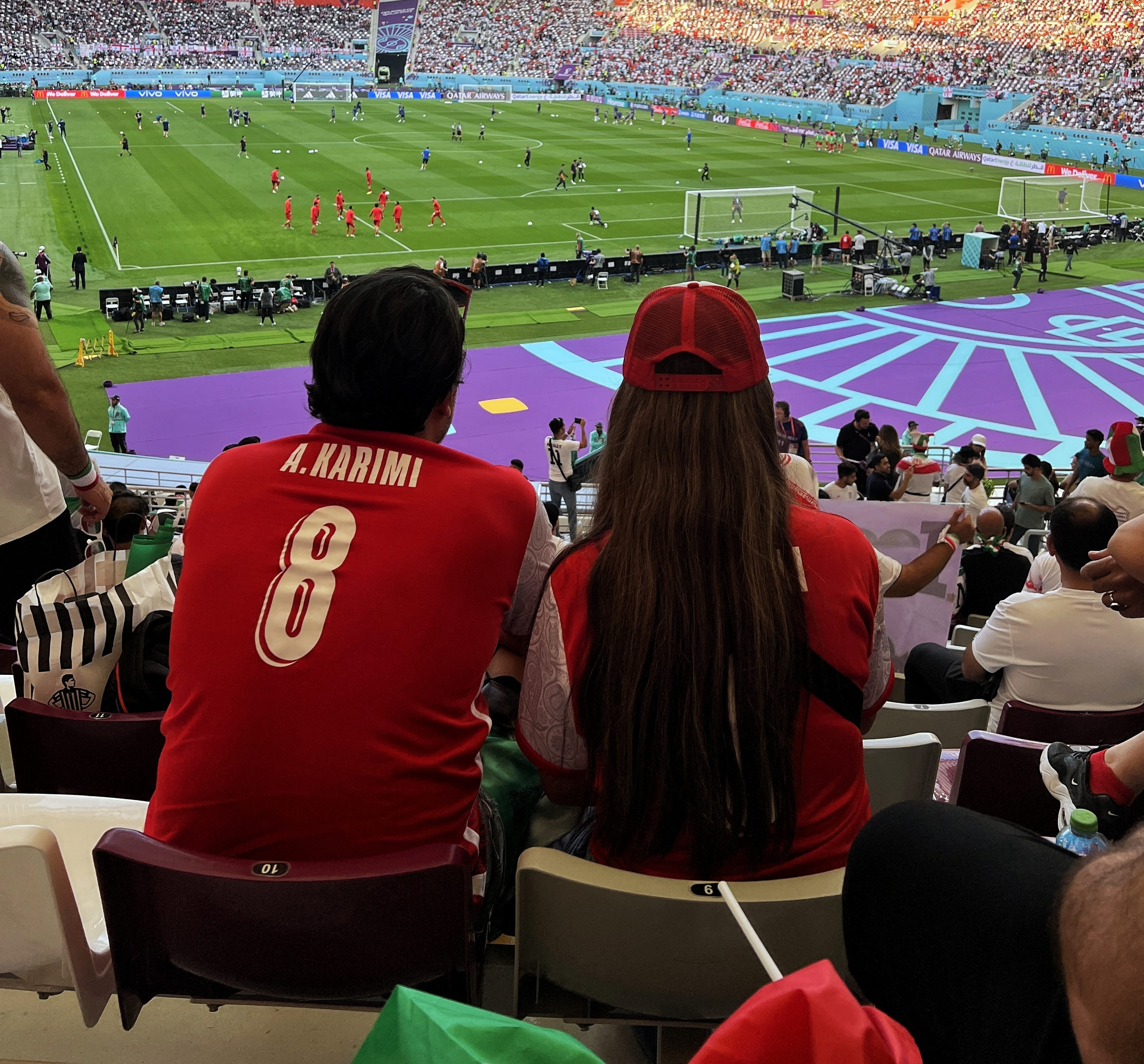
زوجی در الریان، قطر، بازی ایران و انگلستان را تماشا می کنند.

### گروه‌های هکری
برخی از گروه‌های هکری چون انانیموس با حمله به وبگاه‌های متعلق به حکومت در اعتراضات سراسری با مردم همراهی کردند.
- انانیموس

در ۲۹ شهریور ۱۴۰۱، گروه هکری انانیموس سرشناس‌ترین گروه هک در دنیا، در پیامی ویدئویی پس از مرگ مهسا امینی خطاب به مردم ایران گفته که در کنار آنها است. او ابراهیم رئیسی و حکومت را دیکتاتور خواند. گزارش شده که این گروه شماری از وبسایت‌های اصلی جمهوری اسلامی را هک کرده است. همچنین وبسایت دولت جمهوری اسلامی ایران، وبگاه خبرگذاری صدا و سیما و درگاه ملی دولت هوشمند، حمله دی‌داس خورده و بارها قطع و وصل شدند.
این گروه با انتشار ویدئویی در رسانه‌های اجتماعی تصاویر مهسا امینی و سرکوب معترضان در شهرهای مختلف ایران را منتشر کرده و گفته اجازه نمی‌دهد که سرکوب برای خاموش کردن مردم ادامه پیدا کند و همچنین نمی‌گذارد حکومت ایران در اینترنت زنده بماند.
گروه هکری انانیموس روز چهارشنبه ۳۰ شهریور ۱۴۰۱، همزمان با گسترش اعتراضات و تلاش جمهوری اسلامی برای قطع دسترسی به اینترنت در ایران، در حساب کاربری توییتر خود به شهروندان ایرانی توصیه کرده که از نرم‌افزار آزاد تور استفاده کنند تا بتوانند به وب‌سایت‌های فیلتر شده دسترسی پیدا کنند و همچنین ناشناس بمانند.
وبگاه سید علی خامنه‌ای، وبگاه ریاست جمهوری، و همچنین ۱۰۰۰ دوربین مداربسته امنیتی و انتظامی توسط انانیموس هک شد.
- بختک

گروه «بختک» روز شنبه ۲ مهر با انتشار بخشی از اطلاعات محرمانه اتوماسیون اداری آستان قدس رضوی که زیر نظر رهبر جمهوری اسلامی اداره می‌شود اعلام کرد: «این حمله سایبری را در اعتراض به قتل مهسا امینی، دزدی و اختلاس و ندادن مالیات از سوی آستان قدس رضوی انجام داده است».
- عدالت علی

در ساعت ۹ و ۳۳ دقیقه شنبه‌شب ۱۶ مهر ۱۴۰۱ و در جریانِ اعتراضات سراسری، شبکه خبر صدا و سیمای جمهوری اسلامی برای لحظاتی توسط گروه عدالت علی هک شد و به جای تصاویر و سخنان سید علی خامنه‌ای، شعار «زن، زندگی، آزادی» پخش شد. علاوه بر این شعار، تصویری از خامنه‌ای که در آتش می‌سوزد به نمایش درآمد که در کنارش «چوپان دروغگو» نوشته شده بود.
- بکدور (3ackd0or)

در تاریخ ۱۰ مهر ۱۴۰۱ گروه بکدور هویت مأموران بازداشت‌کننده مهسا امینی را افشا کرد.
- بلک ریوارد

گروه هکری بلک ریوارد در ۲۹ مهر اعلام کرد که سامانهٔ ایمیل شرکت تولید و توسعه انرژی اتمی ایران را هک کرده و تهدید که اگر حکومت «زندانی‌ها سیاسی، عقیدتی و بازداشت‌شدگان اعتراضات» را تا ۲۴ ساعت بعد آزاد نکند، این اسناد را منتشر می‌کند. این گروه پیش از این نیز در ۲۳ مهر ایمیل‌های کارکنان شبکهٔ پرس تی‌وی را هک کرده بود و با ارسال ایمیلی انبوه از آنان خواسته بود صدای مردم باشند. بلک ریوارد در روز ۳۰ مهر حدود ۵۰ گیگابایت از اطلاعات این شرکت را در کانال تلگرامی خود منتشر کرد.

## واکنش‌ها
شماری از چهره‌های ایران و فراتر از ایران از اعتراضات سراسری حمایت کردند. شمار بازیگرانی که از معترضان حمایت کرده‌اند به اندازه‌ای است که صدا و سیمای ایران برای پخش و بازپخش تعداد زیادی از مجموعه‌های و فیلم‌های تلویزیونی دچار مشکل خواهد شد. تعدادی از چهره‌های سرشناس هنری، فرهنگی و ورزشی دنیا هم از معترضان در ایران حمایت کردند.

### بیانیه گروه‌ها و سازمان‌ها
بیست و دو چهره سرشناس ایرانی در بیانیه‌ای با نام «انقلاب زن، زندگی، آزادی» از اعتراضات مردم ایران حمایت کردند. در متن این اطلاعیه با اشاره به «حرکت پرتوان و سراسری زنان و جوانان» به قتل مهسا امینی آمده است: «این جنبش ملی کلیت نظام را به چالش کشیده و می‌رود تا آن را سرنگون سازد.» امضاکنندگان این بیانیه در پایان تأکید کردند: «ایران خانه همه ایرانیان است و به دست همه ما ساخته خواهد شد. زمان آن رسیده است تا برای نجات ایران، فرهنگ و تمدن آن دست به دست همدیگر دهیم.»
مهرماه بیانیه‌ای منسوب به «جمعی از طلاب و مدرسان حوزه‌های علمیه قم، مشهد و تهران» در شبکه‌های اجتماعی منتشر شد که این طلاب از ارسال نامه از دفتر قمِ سید علی خامنه‌ای، تحت مدیریت مجتبی خامنه‌ای، به دفتر مراجع تقلید خبر داده و گفته‌اند که در این نامه مراجع تهدید شده‌اند که به حوادث جاری «واکنش انتقادی» نشان ندهند و با «حربه نخ‌نماشده توهین به مقدسات» از مراجع علیه اعتراضات بیانیه بگیرند.

### واکنش‌های خارجی
- با اینکه حسن کرمی، فرمانده یگان‌های ویژه نیروی انتظامی جمهوری اسلامی (فراجا) ادعا کرد که هیچ انسانی در اعتراضات (خیزش ۱۴۰۱ ایران) بر اثر خطا کشته نشده و اگر کسی بتواند این را اثبات کند جایزه خواهد گرفت، سازمان دیده‌بان حقوق بشر در اواخر دی ۱۴۰۱ با انتشار گزارش سالانه خود دربارهٔ وضعیت جهانی حقوق بشر در سال ۲۰۲۲ اعلام کرد که مأموران جمهوری اسلامی برای سرکوب اعتراضات سراسری مردم ایران از «نیروی قهریه کُشنده و بیش از حد» و از شات‌گان، تفنگ جنگی، هفت‌تیر... حتی در اعتراضات مسالمت‌آمیز و در جاهای پرجمعیت استفاده کرده‌اند. در بخش دیگری از گزارش این سازمان آمده است: «با سرکوب عمومی، انتخابات ناعادلانه، و فساد و سوءمدیریت آشکار، حکومت خودکامه [جمهوری اسلامی] ایران با تنها چیزی که باقی مانده است حکومت می‌کند: نیروی بی‌رحمانه.»[۳۰۹] همچنین این سازمان در گزارشی در روز سه‌شنبه ۵ اردیبهشت با جزئیات یافته‌های خود در این رابطه، اعلام کرد که نیروهای امنیتی جمهوری اسلامی ایران در خلال سرکوب اعتراضات گسترده اخیر، کودکان را به‌طور سیستماتیک و غیرقانونی شکنجه کرده، کشته، به آنها تجاوز جنسی کرده و آنها را مفقودالاثر کرده‌اند.[۳۱۰]
- وزارت خزانه‌داری ایالات متحده آمریکا در واکنش به سرکوب اعتراضات ایران روز چهار شنبه ۳۰ آذر افرادی را که در سرکوب وحشیانه مردم ایران نقش داشتند، شامل: حسن حسن‌زاده، فرمانده سپاه محمد رسول‌الله، سیدصادق حسینی، فرمانده سپاه کردستان، حسین معروفی معاون هماهنگ‌کننده سازمان بسیج مستضعفین و مسلم معین، رئیس سازمان فضای مجازی بسیج، همراه با محمد جعفر منتظری، دادستان کل کشور، را مورد تحریم قرار داد.[۳۱۱][۳۱۲][۳۱۳]
- آنتونی بلینکن، وزیر امور خارجه آمریکا نیز در همین رابطه روز چهارشنبه ۳۰ آذر ۱۴۰۱ گفت: «این تحریم‌ها سرکوبگران اعتراضات مردم در ایران را مورد هدف قرار دادند.»[۳۱۱]
- به گزارش برخی منابع، رهبران آلمان به این نتیجه رسیده‌اند که امکان دارد که رژیم اسلامی ایران در هفته‌های آینده سقوط کند. مجید گلپور، مشاور اتحادیه اروپا گفت: «رهبران آلمان به این نتیجه رسیده‌اند که بازیگران قدرت [جمهوری اسلامی] در ایران نمی‌توانند در مقابل موج نوزایی-که با خیزش جاری در این کشور آغاز شده-مقاومت کنند. ریزش اخیر بورس، میزان فرار سرمایه صاحبان قدرت و بی‌اعتمادی رژیم ایران نسبت به آینده خود را نشان داد. در این چرخش دیاسپورای ایرانی به ویژه راهپیمایی ده‌ها هزار نفری در برلین-که میلیون‌ها رأی در اروپا را جابه‌جا کرد-نقش کلیدی داشته است.»[۳۱۴][۳۱۵]
- جو بایدن رئیس‌جمهور ایالات متحده آمریکا که در جریان یک گردهمایی انتخاباتی در ایالت کالیفرنیا حضور داشت، در واکنش به اعتراضات افرادی که پلاکاردهایی در حمایت از اعتراضات سراسری ایران در دست داشتند اظهار کرد: «نگران نباشید، ایران را آزاد خواهیم کرد. آنها خودشان به زودی ایران را آزاد خواهند کرد».[۳۱۶]‏[۳۱۷]
- امانوئل مکرون رئیس‌جمهور فرانسه در روز جمعه ۲۰ آبان ماه ۱۴۰۱، در کاخ الیزه با مسیح علی‌نژاد و شیما بابایی، لادن برومند و رؤیا پیرایی دختر مینو مجیدی از دیگر فعالان ایرانی حقوق زنان دیدار کرد.[۳۱۸]وی خیزش جاری در ایران را انقلاب خواند که واکنش سخنگوی وزارت خارجه نظام جمهوری اسلامی را در پی داشت.[۳۱۹]
- در روز ۲۵ آبان ماه ۱۴۰۱ و در روز دوم پس از فراخوان اعتصابات در سومین سالگرد آبان خونین، گوگل پلی اپلیکیشن‌های اسنپ، تپسی، و پیام‌رسان‌های ایرانی سروش، آی‌گپ و بله را در راستای تحریم‌ها علیه ایران به دلیل سرکوب خیزش ۱۴۰۱ حذف و اکانت‌های مرتبط با این شرکت‌ها را نیز پاک کرد.[۳۲۰]
- فرانک والتر اشتاین‌مایر رئیس‌جمهور آلمان در ۳۰ آذر ۱۴۰۱؛ با انتشار عکسی از دیدار خود با علی کریمی در آلمان، از سرکوب اعتراضات مردمی ایران انتقاد کرد و گفت: «ما نباید صدای خود را علیه خشونت‌های غیرانسانی که رژیم ایران اعمال می‌کند متوقف کنیم. مهم است که نقض اخیر حقوق بشر در ایران توسط کارشناسان مستقل بررسی شود تا عوامل آن روزی پاسخگو باشند.»[۳۲۱]

### واکنش‌های مقامات جمهوری اسلامی
- در آذر ۱۴۰۱، پس از هک خبرگزاری فارس، در متن یکی از بولتن‌های محرمانه (افشا شده) که برای فرمانده کل سپاه پاسداران تهیه شده، آمده است که مردم ایران در وضعیت انقلابی قرار گرفته‌اند و ۸۴ درصد مردم از اعتراضات پشتیبانی می‌کنند.[۳۲۲]
- یکی از فرماندهان سپاه در دیدار با برخی از امامان جمعه، ضمن تأکید بر لزوم تکرار سناریوی کشتار معترضان ایذه در ماهشهر، گفت که اگر نیروهای امنیتی، کاری نکنند (اعتراضات را سرکوب نکنند)، با وجود شدت و دامنه اعتراضات کنونی، نظام تا بهمن امسال (۱۴۰۱) دوام نخواهد یافت.[۳۲۳] نشست امنیتی این مقام سپاه با روحانیون محلی که طی آن کشتار مردم ایذه را «اقدامی پیشگیرانه» توصیف کرده، با هدف آماده‌سازی مسئولان محلی جهت تکرار سناریوی مذکور در منطقه فوق‌العاده حساس ماهشهر تعبیر می‌شود.[۳۲۳]
- سید محمد خاتمی یکی از رؤسای جمهور سابق جمهوری اسلامی، در سخنانی از او براندازی را نه ممکن و نه مطلوب دانست اما هشدار داد که ادامه وضعیت کنونی به فروپاشی اجتماعی کشور می‌انجامد.[۳۲۴] خاتمی در ابتدای سخنان خود با اشاره به کشته شدن تعداد زیادی از مردم در جریان اعتراضات و تاکید بر اینکه «در میان آنها کودک و نوجوان کم نیستند» به ملت ایران تسلیت گفته و برای آسیب دیدگان «آرزوی سلامتی» کرده است. او بدون اشاره مستقیم به سخنان علی خامنه‌ای که اعتراضات را به «بیگانگان» و «دشمن» نسبت داد، نقش «بدخواهان» را «بهره‌برداری سوء از نارضایتی مردم» دانست و تاکید کرد: «ندیدن یا انکار وضع بدی که به نام زندگی بر مردم تحمیل می‌شود نارضایتی را از بین نمی‌برد.» خاتمی در سخنان خود تنها راه پیش‌روی نظام را «خوداصلاحی» دانست، اما تاکید کرد که «ظاهرا نیاز به شنیدن شدن آن [توسط حکومت] احساس نمی‌شود چه رسد به عمل کردن به آن.»[۳۲۴]

## نظرسنجی‌ها
- نظرسنجی مؤسسه تونی بلر برای تغییرات جهانی در سال ۲۰۲۲ میلادی نشان داد که ۸۴ درصد از ایرانیان از تغییر حکومت جمهوری اسلامی حمایت می‌کنند. همچنین، این بررسی نشان داده که جامعه ایران سکولارتر شده است. بیش از سه‌چهارم شرکت‌کنندگان در نظرسنجی، دین را در زندگی‌شان «بی‌اهمیت» خوانده و گفته‌اند که زندگی سکولارتر را ترجیح می‌دهند.[۳۲۵]
- بر اساس نتایج تازه‌ترین نظرسنجی «مؤسسه گمان»، بیش از ۸۰ درصد از ایرانیان با حکومت جمهوری اسلامی، مخالف بوده و تنها ۱۵ درصد از ایرانیان در داخل کشور به جمهوری اسلامی، آری گفته‌اند. در این نظرسنجی، رضا پهلوی، بیشترین رأی و نیز مریم رجوی کمترین رأی را برای تشکیل ائتلاف مخالفان جمهوری اسلامی به دست آوردند.[۳۲۶][۳۲۷][۳۲۸][۳۲۹][۳۳۰]

## جنبش‌ها

### جنبش آزادی‌خواهی مردم ایران
جنبش آزادی‌خواهی مردم ایران به سلسلهٔ اقداماتی اطلاق می‌شود که در آن معترضان به حجاب اجباری، وحشیگری نیروی انتظامی، ربودن مخالفان سیاسی و همچنین اعتراضات معیشتی و دیگر سیاست‌های نقض حقوق بشر توسط جمهوری اسلامی ایران و ناقض حقوق مدنی و سیاسی مردم ایران، خواهان برکناری و محاکمه رهبری و مسئولان حکومت به قدرت رسیده پس از انقلاب ۱۳۵۷ و سقوط نظام جمهوری اسلامی ایران هستند.
این جنبش پس از کشته‌شدن مهسا امینی و واکنش‌ها و اعتراضات به این رویداد و پیوستن معترضان در سرتاسر ایران با شدت بیشتری خواسته‌های خود را دنبال می‌کند.

### جنبش زن، زندگی، آزادی
جنبش زن، زندگی، آزادی، جنبشی اعتراضی انقلابی است که با وقوع این خیزش آغاز شد. این جنبش در تداوم حرکت انقلابی‌اش، زمینه‌های یک انقلاب را پی می‌گیرد. شعار شاخص این جنبش «زن، زندگی، آزادی» است که بیشتر شهرهای ایران را فراگرفت و لایه‌های جمعیتی مختلفی به آن پیوستند. خصلت اساسی این جنبش، دموکراتیک است و در آن، خواست برابری و آزادی با محوریتِ مقابله با حجاب اجباری برجسته است. کردستان با تجربه مبارزاتی پربارش به آن شتاب داده و همه کانون‌های مبارزه و مقاومت در تلاش‌اند به آن نیرو دهند.

### آینده جنبش دموکراسی ایران
نشست آینده جنبش دموکراسی ایران با حضور ۸ تن از چهره‌های سرشناس مخالف حکومت جمهوری اسلامی: حامد اسماعیلیون، دبیر و سخنگوی انجمن خانواده‌های قربانیان پرواز پی‌اس۷۵۲، نازنین بنیادی، فعال حقوق بشر و هنرپیشه، رضا پهلوی، فعال سیاسی، شیرین عبادی، حقوقدان و برنده جایزه صلح نوبل، مسیح علی‌نژاد، روزنامه‌نگار و فعال حقوق زنان، گلشیفته فراهانی، هنرپیشه و فعال حقوق بشر، علی کریمی، ملی‌پوش پیشین فوتبال ایران و فعال حقوق بشر و نیز عبدالله مهتدی، دبیرکل حزب کومله کردستان ایران برگزار شد.

### شورای انقلابی دادخواهان
در ۲۴ بهمن ۱۴۰۱ گروهی به نام شورای انقلابی دادخواهان برای دستیابی به این هدف‌ها اعلام موجودیت کرد:
- براندازی حکومت جمهوری اسلامی؛[۹۸]
- دادخواهی؛[۹۸]
- برپا کردن «عدلیه‌ای مستقل از نظام سیاسی»؛[۹۸]
- آزادی[۲۳۰] (حمایت از انقلاب دموکراتیک مردم ایران)؛[۳۴۷]
- تحقق حقوق بشر در ایران.[۲۳۰]

### کانون مدافعان حقوق بشر ایران
نرگس محمدی، مدافع حقوق بشر که در زندان اوین محبوس است، آنچه به نام «عفو رهبری» خوانده می‌شود را نمایشی برای فریب دولت‌های غربی دانست و از مجامع بین‌المللی خواست مردم ایران را برای پایان دادن به جمهوری اسلامی یاری کنند. او در پیامی که در نشستی در ژنو خوانده شد، تاکید کرد: «سیاست‌های زن‌ستیزانه حکومت استبداد دینی شدت گرفته و مسمومیت‌های سریالی دختران دانش‌آموز نیز حاوی این پیام بود که سرکوب زنان ادامه خواهد داشت.»
نرگس محمدی، سخنگوی کانون مدافعان حقوق بشر در ایران بار دیگر برای شهادت دادن دربارهٔ «تعرض و آزار جنسی زنان زندانی» اعلام آمادگی کرد. در جریان بازداشت گسترده معترضان در بیش از شش ماه گذشته، گزارش‌های متعددی از تجاوز و تعرض به زنان از سوی مأموران حکومتی در زندان‌ها منتشر شد.
وی که در زندان به‌سر می‌برد آنچه به نام «عفو رهبری» خوانده می‌شود را نمایشی برای فریب دولت‌های غربی دانست و از مجامع بین‌المللی خواست مردم ایران را برای خاتمه دادن به حکومت جمهوری اسلامی کمک کنند. نرگس محمدی تا کنون بارها دستگیر و زندانی شده است و آخرین بار به ۱۰ سال و هشت ماه زندان و ۱۵۴ ضربه شلاق محکوم شد. او هم اکنون دوران محکومیت خود را می‌گذراند.

## انقلاب ۱۴۰۱ ایران
روزنامه دی ولت آلمان در اواخر اکتبر ۲۰۲۲ در گزارشی نوشت مردم مانند گذشته خواهان اصلاحات نیستند، بلکه خواستار پایان رژیم هستند. همچنین برخی از رسانه‌ها اعتراضات را انقلاب عنوان کرده‌اند. از جمله شعارهایی که مردم در خیزش سراسری ایران سر می‌دهند «بهش نگین اعتراض، اسمش شده انقلاب» است. به باور برخی از تحلیل گران مهم‌ترین دلیلی که به این جنبش ویژگی انقلابی بخشیده، ماهیت غافلگیرکننده و بروز طوفانی آن است.
امانوئل مکرون نیز در ۱۴ نوامبر ۲۰۲۲ از این اعتراضات به عنوان انقلاب یاد کرد که وزارت خارجه جمهوری اسلامی نسبت به آن واکنش نشان داد. جک گلدستون، مدیر مرکز «مطالعات تغییرات اجتماعی، نهادها و سیاست‌ها» در دانشگاه جرج میسون آمریکا و یکی از متخصصان جنبش‌های اجتماعی و روندهای انقلابی در ۲۶ اکتبر ۲۰۲۲ در گفتگو با یورونیوز می‌گوید که هنوز جامعه ایران تا وقوع یک انقلاب فاصله دارد و اقداماتی چون تظاهرات بزرگ‌تر و گسترده‌تر به همراه معترضان بیشتر و البته پیوستن گروه‌های دیگر جمعیتی به ویژه افراد ۲۵ تا ۴۰ سال به جمع معترضان برای موفقیت اعتراضات در ایران ضروری است.
در نشست علمی «بررسی، تحلیل و آینده پژوهی اعتراضات ۱۴۰۱» که توسط انجمن علوم سیاسی ایران در آبان ماه ۱۴۰۱ برگزار شد، ابوالفضل دلاوری، استاد دانشگاه علامه طباطبایی گفت «گرچه این اعتراضات برخی سویه‌های انقلابی دارد اما ساختار آن هنوز به گونه‌ای نیست که بتوان آن را یک جنبش انقلابی نامید که ایران را وارد وضعیت انقلابی کند زیرا هنوز فاقد ایدئولوژی مشخص، سازمان و رهبری متمرکز است.»

## رخدادهای سالگرد خیزش ۱۴۰۱
به گزارش خبرگزاری هرانا حکومت جمهوری اسلامی برای جلوگیری از برگزاری سالگرد کشته‌شدن مهسا امینی (و خیزش ۱۴۰۱ ایران) و پیشگیری از احتمال بروز اعتراضات، دست‌کم ۲۹۲ معترض و فعال مدنی را در سراسر ایران بازداشت کرده و نیز بیش از ۳٫۱۲۶ دانشجو و ۳۱ استاد دانشگاه را به‌دلیل همراهی با اعتصابات و تظاهرات مسالمت‌آمیز در یک‌سال اخیر، با روش‌های مختلفی همچون: احضار، ممنوعیت از ورود به دانشگاه، محرومیت از تحصیل و اخراج، تنبیه کرد.